# M1 Abrams
M1 Abrams là xe tăng chiến đấu chủ lực thế hệ thứ ba của Hoa Kỳ, được thiết kế bởi Chrysler Defense (nay là General Dynamics Land Systems), tên xe được đặt theo tên tướng Creighton Abrams. Hiện nay đây là loại xe tăng chiến đấu chủ lực thông dụng nhất của quân đội Mỹ.
Các xe M1 (phiên bản M1A1, M1A2) đã được sử dụng trong 2 cuộc chiến tranh vùng Vịnh, một số cuộc xung đột khác ở Trung Đông và được xuất khẩu sang nhiều nước khác. Trên cơ sở M1, đã sản xuất xe bắc cầu hạng nặng HAB, xe tăng phá mìn TMMCR, xe sửa chữa, cứu kéo ARV-90.
Ngoài Hoa Kỳ, M1 Abrams còn được sử dụng bởi quân đội các nước Ai Cập, Kuwait, Saudi Arabia, Australia, và Iraq.

## Lịch sử ra đời
Từ giữa thập niên 70, giới lãnh đạo quân đội Mĩ bắt đầu thúc đẩy việc hiện đại hoá quân đội để hạn chế nguy cơ thất bại trên chiến trường. Công nghệ kĩ thuật của Mĩ vào lúc đó vẫn chưa thể hiện tương xứng trên chiến trường Việt Nam. Môi trường khắc nghiệt và chi phí leo thang của cuộc chiến ngăn cản ý định hiện đại hoá quân đội cho tới khi cuộc chiến Việt Nam đã hoàn toàn kết thúc. Cuộc chiến chống du kích trong rừng đã kết thúc, thế trận lúc này được tập trung vào những cuộc chiến siêu quy mô ở chiến trường châu Âu-Liên Xô. Cùng với đó là cuộc chiến giữa Israel và các nước Hồi giáo Trung Đông với những cuộc đấu tăng lớn kèm theo nhiều kinh nghiệm chiến trường từ đồng minh Israel khiến cho việc hiện đại hoá tập trung vào lĩnh vực tăng-thiết giáp. 

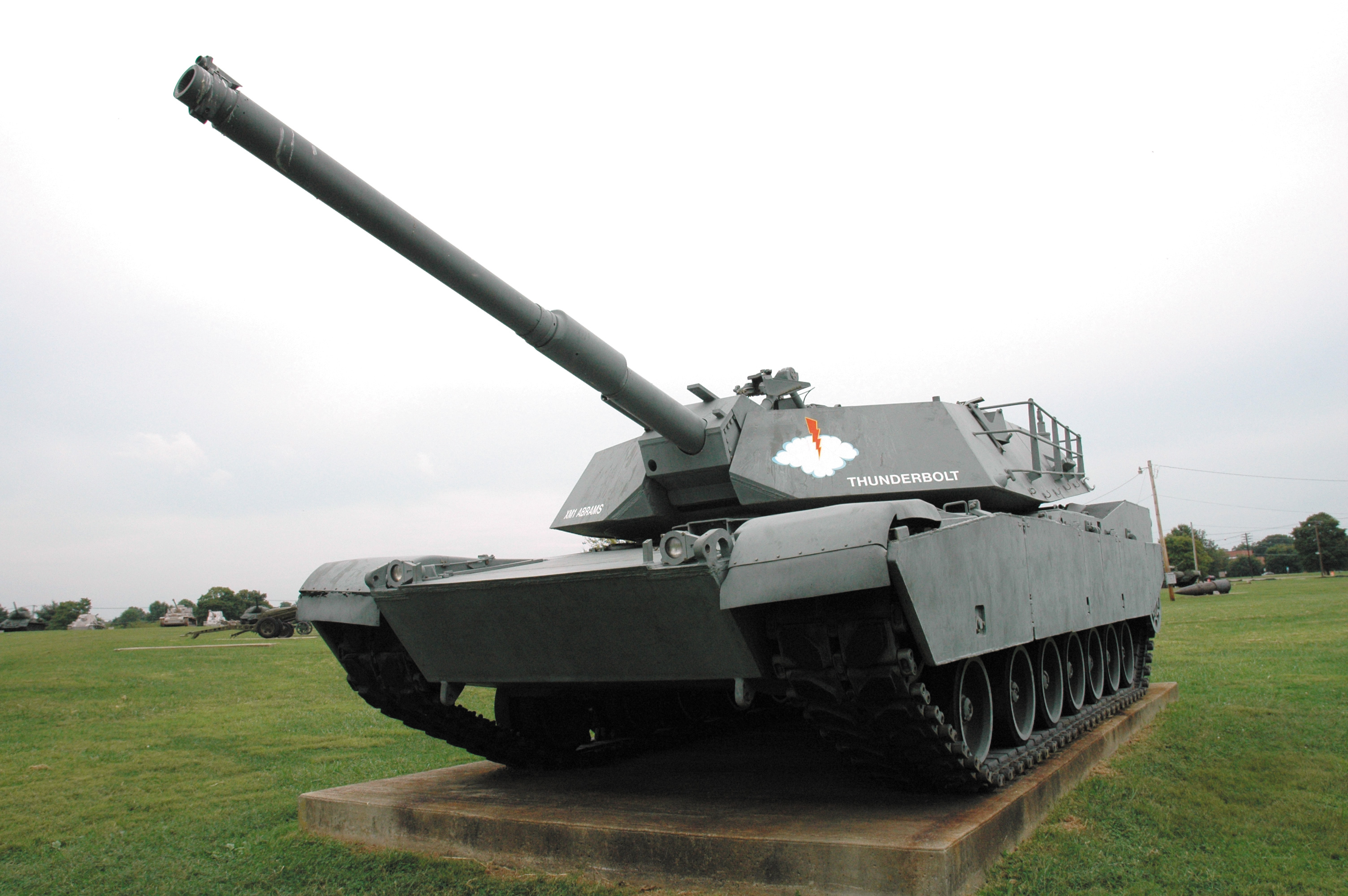
Phiên bản xe tăng thử nghiệm XM1 - tiền thân của xe tăng M1 Abrams. Hàn Quốc đã dựa trên cơ sỡ mẫu tăng thử nghiệm này để thiết kế xe tăng K1 88.

Từ sau chiến tranh thế giới thứ 2 đến tận những năm 1980, lực lượng tăng của Mĩ chủ yếu dựa trên sự phát triển của cái rễ M26 Persing thành các ngọn M46, M47, M48, M60. Những nỗ lực thay thế đột phá như MBT-70, T95 đều thất bại vì chi phí cao và quá phức tạp. M1 đã ra đời vào đúng thời điểm lý tưởng với các công nghệ vừa mới ra đời: giáp composite, thiết bị quan sát đêm bằng hồng ngoại, thiết bị xác định khoảng cách bằng laser, máy tính đạn đạo và động cơ turbine. Những công nghệ này sau đó đã được trang bị cho xe tăng M1. Rút kinh nghiệm thất bại từ MBT-70, người Mỹ quyết định thiết kế Abram theo một hướng mới: thay vì cố gắng chế tạo loại xe tăng tốt nhất thế giới, họ chế tạo loại xe tăng tốt vừa phải với chi phí vừa phải. So với Leopard 2 của Đức và Challenger của Anh, Abram có giá rẻ hơn nhưng vẫn là một loại xe tăng hiện đại.
M1 là đỉnh cao của chương trình thay thế M60 bắt đầu từ những năm 1960. Một trong những cố gắng đầu tiên trong chương trình là MBT-70 của liên minh Mĩ - Đức, tuy nhiên dự án MBT-70 đã thất bại với sự rút lui của Đức vì quá phức tạp và tốn kém. Phiên bản ít phức tạp hơn của MBT-70 là XM803 được nghiên cứu tuy nhiên vẫn bị huỷ vào cuối năm 1971. Tháng 2 năm 1972, nhóm nghiên cứu xe tăng chủ lực (MBT) mới được thành lập tại Fort Knox dưới quyền của thiếu tướng William Desobry để nghiên cứu yêu cầu cho loại MBT mới. Những yêu cầu cho loại MBT mới được đặt theo thứ tự ưu tiên: Sự an toàn của tổ lái, khả năng giám sát và phát hiện mục tiêu, tỉ lệ trúng của phát đạn đầu và các phát sau, thời gian phát hiện và bắn mục tiêu thấp, độ di động trên địa hình mở, tích hợp vũ khi đầy đủ, sự an toàn cho thiết bị, môi trường cho tổ lái, sự lộ diện của xe, tăng tốc và giảm tốc, sắp xếp đạn, yếu tố con người, khả năng sản xuất, tầm hoạt động, tốc độ, hậu cần, khả năng phát triển, thiết bị hỗ trợ và khả năng chuyên chở(bằng máy bay, xe...). Việc sản xuất phiên bản thử nghiệm xe tăng XM815 sau đó được trao cho hai nhà thầu Chrysler(sản xuất M60) và GM(chế tạo MBT-70) vào tháng 6 năm 1973. 

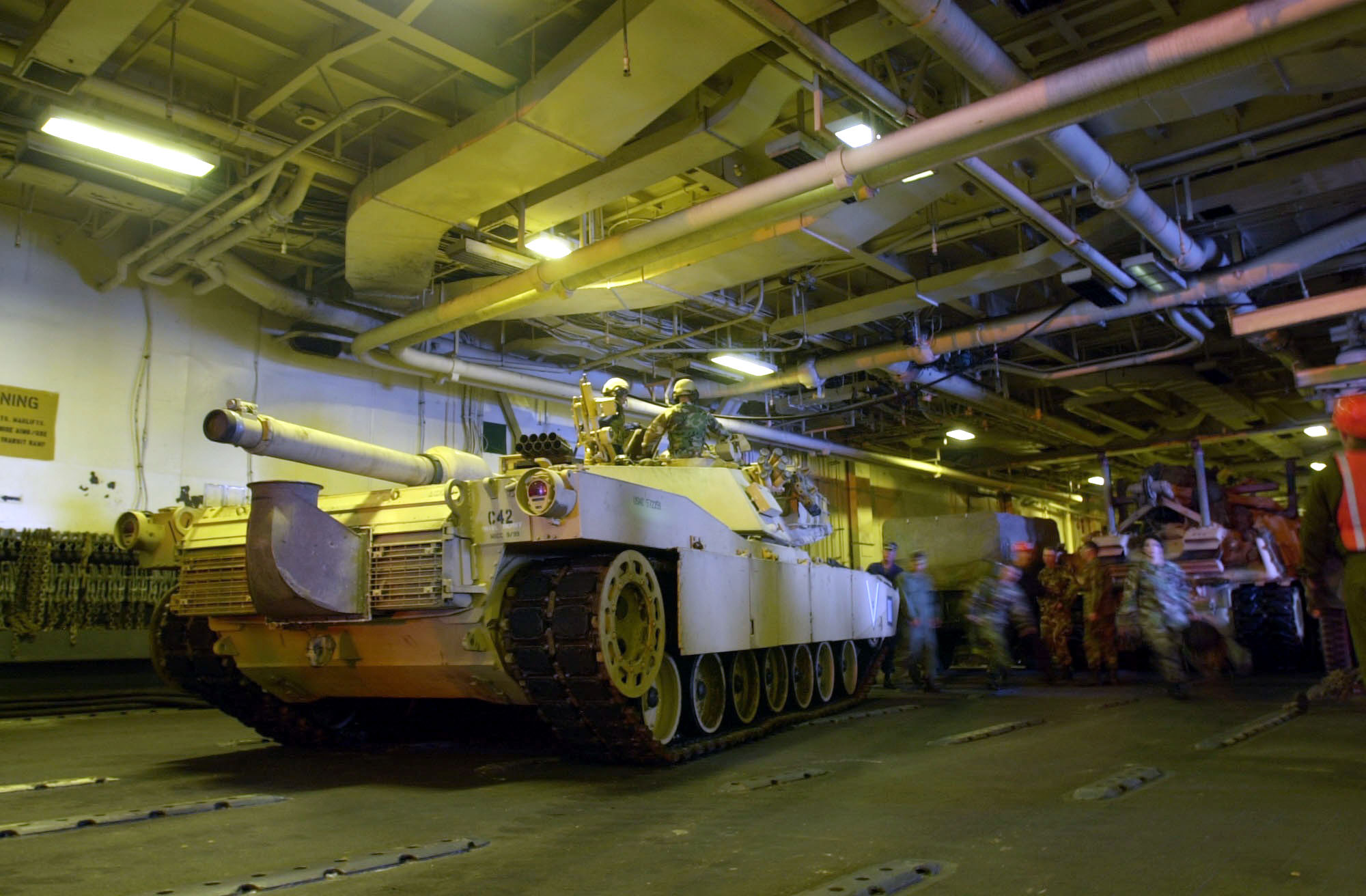
M1A1 Abrams của USMC tập kết bên trong khoang đổ bộ của USS Tarawa (LHA 1), ngày 23 tháng 3 năm 2001.

Sự lựa chọn vũ khí tập trung vào ba loại pháo chính: M68 105mm có sẵn, pháo nòng xoắn 110mm của Anh và pháo Rheinmentall 120mm nòng trơn của Đức. người Mỹ sau đó quyết định chọn pháo 105mm vì những tiến bộ trong chế tạo đạn APFSDS urani nghèo cho khả năng xuyên giáp cao (đạn M833 nâng cấp có khả năng xuyên phá 420mm RHA ở khoảng cách 2.000 mét), xấp xỉ so với nhiều loại đạn APFSDS lõi tungsten khác (đạn 120mm APFSDS của Anh có khả năng xuyên 400mm, đạn 3BM32 cỡ 125mm của Liên Xô có thể xuyên 450mm) mà vẫn giữ được tiêu chuẩn cho quân đội. Hơn nữa khi nghiên cứu pháo 120mm của Đức, người Mỹ kết luận rằng nó quá phức tạp và mắc tiền đối với tiêu chuẩn của Mĩ. Phiên bản được đơn giản hoá rẻ tiền hơn là M256 sau đó được cho ra đời cùng vài điều chỉnh trong hệ thống điều khiển hoả lực. Phiên bản M256 không ra đời kịp lúc cho sản xuất hàng loạt với xe tăng Abram.
Ngoài ra cũng có một số ý tưởng phát triển độc đáo: tên lửa chống tăng phóng từ pháo chính như loại tên lửa Shillelagh 152mm của xe tăng M551 Sheridan, M60A2 Patton và MBT-70 phiên bản của Mĩ nhưng bị huỷ bỏ vì nhiều tiến bộ trong hệ thống điều khiển hoả lực (FCS) chính xác cao cũng như thực tế là đạn pháo thường có giá chỉ bằng 5% giá tên lửa. Một ý tưởng khác là lắp 1 pháo 25mm Bushmaster đồng trục với pháo chính để tiêu diệt các thiết giáp nhẹ nhằm giảm tiêu thụ đạn cho pháo chính (bị huỷ vì quyết định chế tạo dòng IFV Bradley).
Một quan ngại khác là về sự an toàn của chiếc MBT mới. Trong lịch sử, nguyên nhân chính của việc mất mát xe tăng chạy bằng động cơ diesel là do đạn bốc cháy. Để khắc phục điều này, khoang chứa đạn của XM815 được thiết kế để đặt sau tháp pháo để tránh bị bắt lửa khi vỏ xe bị xuyên phá.
Cách thức phát triển công đoạn nghiên cứu, chế tạo MBT mới của quân đội Mĩ cũng khá khác lạ. Đó là đặt hàng phiên bản mẫu từ hai hãng Chrysler Defense và GM. Người của quân đội Mĩ không dính líu sâu vào việc nghiên cứu chế tạo MBT mới mà chủ yếu là quản lý ở cấp cao của chương trình và thực hiện những cuộc kiểm tra sau này. Tuy nhiên cách thức này giúp cho thế hệ MBT mới tốt hơn và có giá rẻ hơn. Hai nhà thầu đã đồng ý phát triển XM815 vào tháng 6 năm 1973. GM thiết kế 1 mẫu xe sử dụng động cơ diesel, Chrysler thì sử dụng động cơ turbine. Ngoài những yêu cầu kĩ thuật cho loại MBT mới thì yêu cầu về giá cả không vượt quá 507.790 USD/chiếc (thời giá năm 1972) cũng được đặt ra.
Tháng 7 năm 1973, một nhóm nghiên cứu của Mĩ đến thăm cơ sở nghiên cứu ở Chobham, Anh để tìm hiểu về loại giáp đặc biệt đang được phát triển. Loại giáp mới này có tên Burlington đặt bởi quân đội Mĩ hay tên thông dụng hơn là Chobham. Loại giáp mới này cho khả năng kháng cự đối với đạn nổ lõm cao hơn rất nhiều so với giáp thép.
Cuối năm 1973, chương trình XM815 được đổi tên thành XM1.
Việc quyết định áp dụng giáp Chobham lên M1 cũng buộc hai nhà thầu thiết kế lại lớp ngoài của giáp cho phù hợp. Hai mẫu thử nghiệm của hai nhà thầu sau đó được đưa tới bãi thử Aberdeen và các cuộc thử nghiệm bắt đầu từ tháng 1 đến tháng 5 năm 1976.
Cùng lúc đó, Mĩ cũng đang hối thúc các đồng minh châu Âu trong NATO tiêu chuẩn hoá các loại vũ khí của mình. Chính quyền Đức lúc đó đề nghị Mĩ nên xem xét việc dùng Leopard 2 làm MBT mới của Mĩ để khởi động cho kế hoạch tiêu chuẩn hoá NATO. Dù làm khó chịu nhiều nhà lãnh đạo quân đội, bộ quốc phòng Mĩ vẫn quyết định đồng ý xem xét Leopard 2. Một phiên bản của Leopard 2 là Leopard 2 AV sau đó được đưa tới Mĩ vào mùa thu năm 1976 để nghiên cứu. Leopard 2 được đánh giá là có hệ thống điều khiển hoả lực tốt hơn, nhưng lại yếu hơn về giáp, cách chứa đạn, xoay tầm hướng của tháp pháo và yếu tố quyết định: Leopard 2 mắc hơn 25% so với XM1. Tháng 1 năm 1977, cả hai nước quyết định chỉ nên tiêu chuẩn hoá vài phần của xe tăng thay vì là nguyên cả xe. Mĩ quan tâm tới việc trang bị pháo Rheinmentall 120mm cho xe tăng M1 tương lai còn Đức thì cân nhắc việc dùng động cơ turbine AGT-1500 cho xe tăng Leopard.
Ban đầu, quân đội Mĩ tỏ vẻ muốn giao hợp đồng cho GM vì thích thiết kế của GM hơn, tuy nhiên quân đội vẫn muốn GM thay đổi lại thiết kế cho động cơ turbine AGT-1500. Ý định dùng động cơ turbine của quân đội cũng là vì những kết quả tốt từ động cơ turbine trực thăng trong những năm 1960. Quân đội Mĩ phát hiện rằng động cơ turbine có thời gian hoạt động cao hơn trước khi cần đại cần tu giúp xe giảm nhiều chi phí hoạt động. Người ta thường quên rằng chi phí hoạt động và bảo dưỡng của 1 xe tăng thường ngang với giá của chính nó. Văn phòng bộ trưởng quốc phòng (ODS) chống lại ý định của quân đội và đề nghị tiến hành việc giao thầu sau những thử nghiệm kiểm tra cuối cùng sau khi 2 nhà thầu đã hoàn tất mẩu thử với việc thay động cơ và chỉnh lại tháp pháo cho khẩu 120mm trong tương lai. Chrysler quyết định thay đổi thực sự thiết kế của phiên bản XM1 để giảm giá thành, vốn là yếu tố quan trong mà ODS đề ra. Nhóm nghiên cứu của Chrysler dưới sự lãnh đạo của Dr Philip Lett Jun thiết kế lại lớp ngoài của loại giáp đặc biệt ở tháp pháo để tăng ưu thế về công nghệ. Thiết bị quan sát của xạ thủ cũng được đặt xa ra khỏi vị trí của xa trưởng để tránh cản tầm nhìn của xa trưởng. Nhiều cải tiến và đơn giản hoá được thêm vào nắp vòm của xa trưởng và hệ thống xác định khoảng cách bằng laser. 

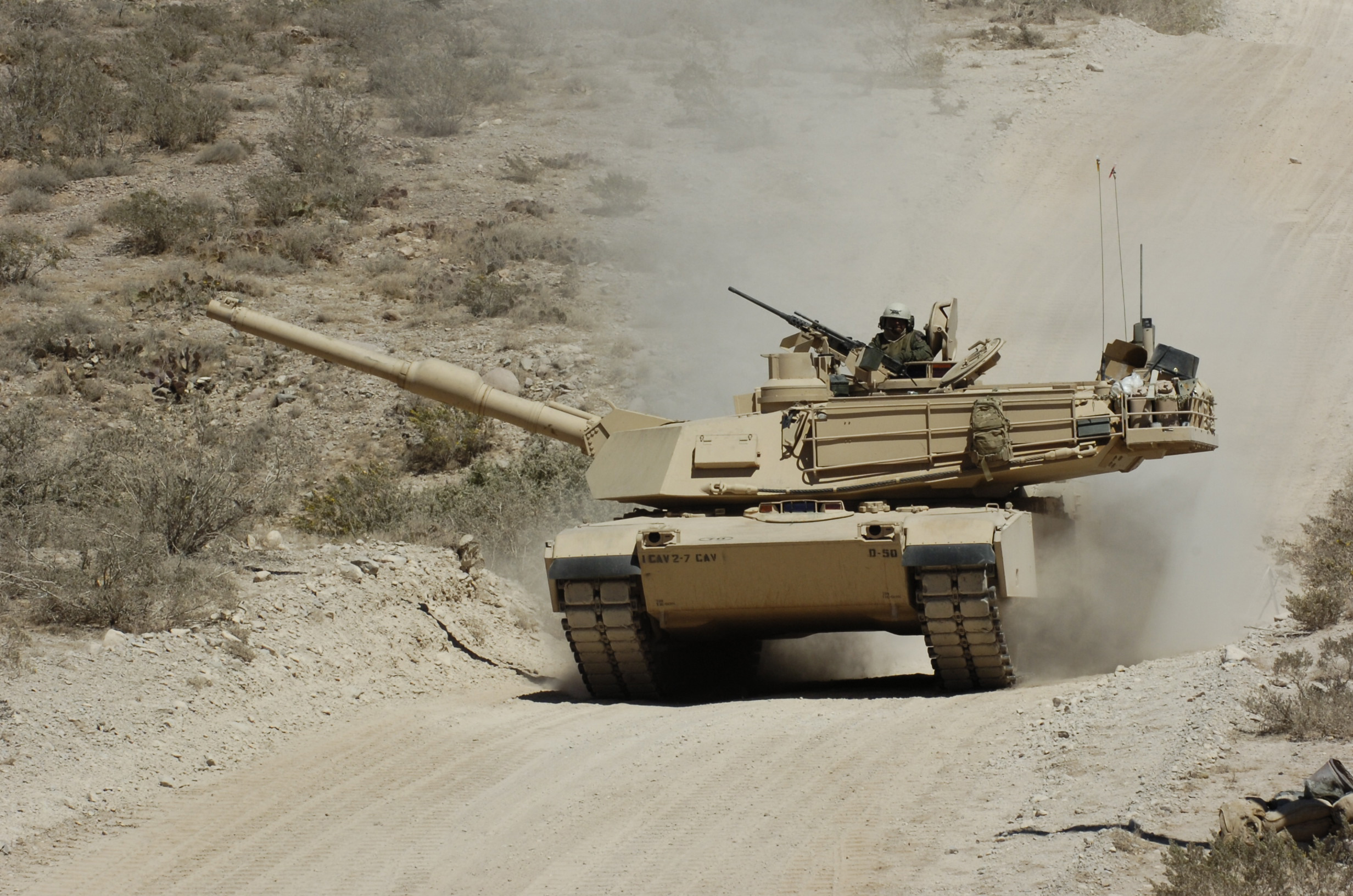
Xe tăng M1 Abrams tại Dona Anna Range.

Ngày 12 tháng 11 năm 1976, mẫu xe của Chrysler được chọn thực hiện hợp đồng phát triển kĩ thuật mức độ lớn (FSED). Giai đoạn FSED đòi hỏi Chrysler sản xuất 11 xe tăng thí điểm cho kiểm tra. Chiếc đầu tiên được giao vào tháng 2 năm 1978. Kiểm tra sau đó phát hiện sự cố do động cơ turbine bị nhiễm cát và bùn bị dính vào bánh răng trên xích. Để giải quyết, người ta cải tiến các bộ lọc không khí và các tấm chắn bùn đơn giản. Những xe tăng này sau đó được đưa vào kiểm tra sự an toàn với nhiều loại đạn khác nhau trong khi xe chở đầy đủ nhiên liệu và đạn dược. Cuộc thử nghiệm đã thành công và làm ấn tượng nhiều quan chức quân đội về sự vượt trội của M1 so với M60. Giai đoạn sản xuất quy mô nhỏ ban đầu được cho phép vào ngày 7 tháng 5 năm 1979. Có 110 chiếc được sản xuất trong giai đoạn này sau đó được đưa đi kiểm tra khả năng hoạt động ở các bang Texas, Yuma, Arizona, điều kiện cực ở Alaska, điều kiện nhiệt đới ở Florida và điều kiện điện từ và phóng xạ ở bãi thử tên lửa White Sand.
XM1 được đưa vào sản xuất hàng loạt vào tháng 2 năm 1981 và được xếp loại tuyệt mật. Ban đầu người ta định đặt tên của tướng Geogre C. Marshall, tuy nhiên vì liên hệ đến tăng nên người ta chọn tên của tướng Creighton Abram, chỉ huy tiểu đoàn tăng của sư đoàn thiết giáp số 4 và là chỉ huy quân đội quân đội Mĩ tại Việt Nam sau này. 
Xe tăng M1 Abram cuối cùng được sản xuất ở hai nhà máy sản xuất tăng ở Lima (Ohio) và Detroit (Michigan). Trong giai đoạn này thì Chrysler Defense, phân nhánh quân sự của tập đoàn Chrysler bị bán cho General Dynamic Land Systems(GDLS).

## Tính cơ động
Động cơ của xe tăng Abram là động cơ AGT-1500 đa nhiên liệu kiểu turbine khí. Động cơ turbine khí nhỏ hơn và có ít bộ phận hơn và ít ồn hơn so với động cơ piston có cùng công suất. Tuy nhiên động cơ turbine khí tốn nhiều nhiên liệu hơn và toả nhiều nhiệt hơn so với động cơ piston. Các biến thể của M1Abram có tầm hoạt động (khi mang đầy nhiên liệu) trong khoảng 350–410 km, trong khi đó các loại xe tăng của Nga có tầm hoạt động trong khoảng 600–700 km. Do vậy, M1Abram đòi hỏi nhiều xe vận tải để tiếp nhiên liệu hơn so với xe tăng Nga.
Động cơ AGT-1500 có trọng lượng khoảng 3,855 kg. Có thể thay thế các phần riêng rẽ của hệ thống động cơ-truyền động mà không cần phải lấy nguyên toàn bộ hệ thống ra. Thời gian để lấy toàn bộ động cơ và hệ thống truyền động tự động chỉ mất 1h (đối với M60 là 4h). Để khởi động, M1 ngốn 34 lít xăng JP-8. M1 có thể tăng tốc từ 0 lên 32 km/h trong 7s. Nguyên lý hoạt động của động cơ turbine khí là hút không khí vào trong một máy nén có áp suất cao. Tại đây, không khí được trộn với nhiên liệu và đốt cháy. Luồng hơi nóng có áp suất cao từ máy nén thổi tiếp vào trong làm xoay cánh quạt turbine, vận hành động cơ. Sau đó luồng hơi được thải một phần, một phần luồng hơi được đưa vào bộ thu hồi khí để sử dụng lại. Hệ thống bánh răng truyền động truyền lực xoay của cánh quạt vào 2 bánh xe chủ động ở sau xe. Cuối cùng, động cơ của M1 là loại không khói. 

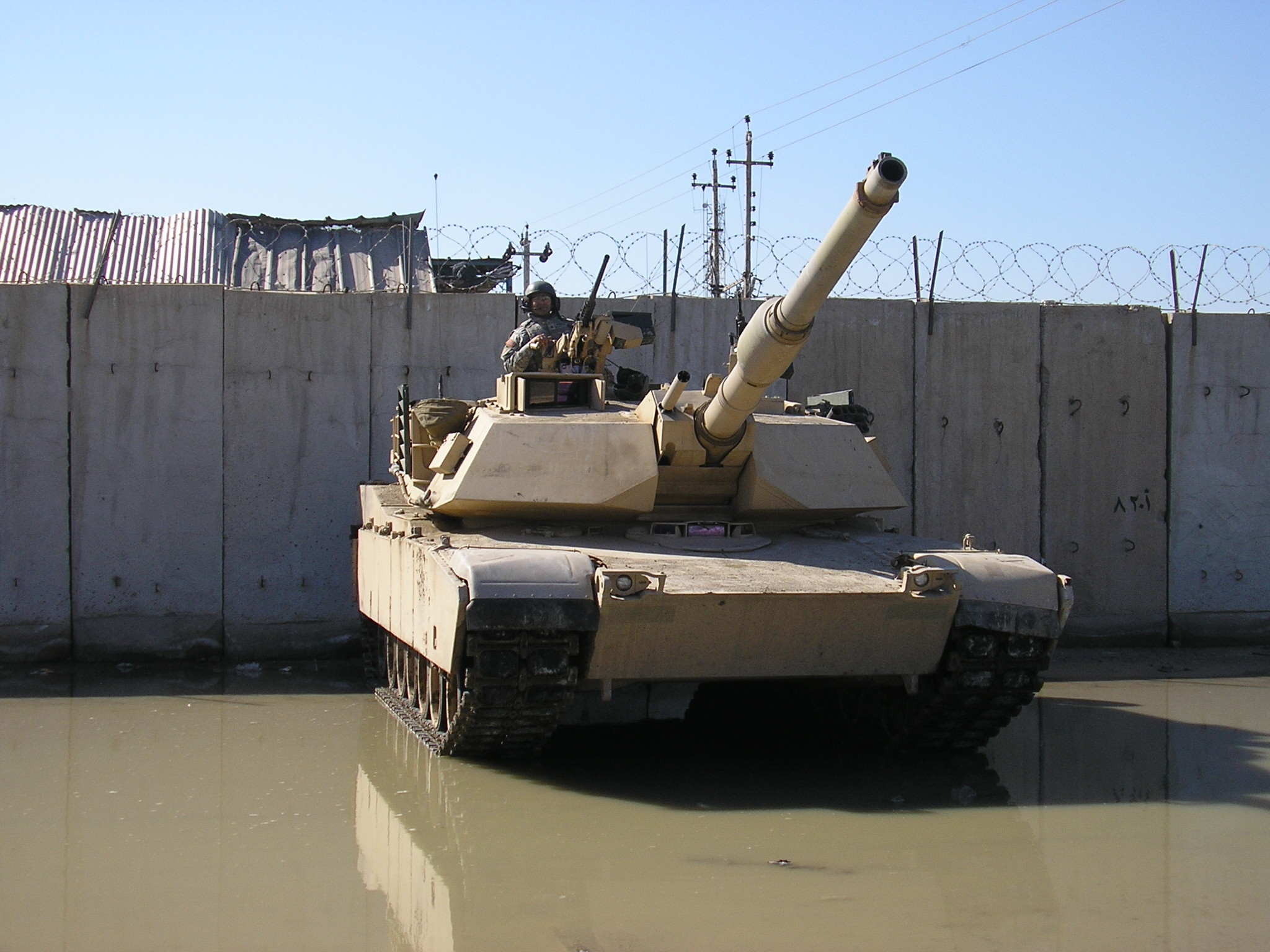
Một chiếc M1 Abrams đang làm nhiệm vụ cảnh giới tại một vị trí quân sự ở phía Tây Nam thủ đô Baghdad, Iraq

Hệ thống treo của M1 bao gồm 7 thanh đòn nối với bánh xe đi đường ở mỗi bên thân xe. Các thanh đòn này có trục ở giữa để gắn hai bánh xe đi đường lại với nhau thành một bánh đôi. 14 thanh đòn này được nối với nhau bằng các thanh xoắn làm từ thép có độ cứng cao. Các thanh xoắn này chạy ngang thân xe, nối 2 thanh đòn ở hai bên sườn lại với nhau. Hệ thống truyền động của M1 cho phép bánh xe đi đường có thể di chuyển lên xuống 38 cm. Để ổn định các thanh xoắn, 6 thiết bị giảm sốc ở các cặp bánh số 1,2 và 7. Các thiết bị giảm sốc giúp xe không bị đung đưa trên các thanh xoắn khi di chuyển. Bởi vì các bánh đi đường ở đầu thường chịu ảnh hưởng lớn của địa hình nên cặp bánh 1, 2 được trang bị thiết bị giảm sốc. Bánh xe cuối được trang bị thiết bị giảm sốc để ổn định xích xe trước khi đi vào bánh răng của bánh truyền động. Hệ thống truyền động của M1 bao gồm 4 số tiến và 2 số lùi.
Xích T-158 được bọc cao su rộng 61 cm, phần tiếp xúc với mặt đất dài khoảng 7,6m. Các mắt xích bị hỏng có thể được thay thế. 
Bình xăng bao gồm 4 khoang chứa 1.909 lít của M1 có thể giúp xe lái được trong khoảng 8 tiếng đồng hồ tuỳ theo điều khiện khác nhau. Trong điều kiện lý tưởng, một xe tăng cần 10 phút để nạp nhiên liệu, một trung đội(4 xe tăng) cần 30 phút. Mức tiêu thụ nhiên liệu trung bình:
- 0,6 dặm (0,96 km) cần 1 gallon(3,785l) nhiên liệu.
- Hơn 30 gallon (227l) đi được 1h trên địa hình lý tưởng.
- 60 gallon (454l) khi di chuyển trên địa hình ghồ ghề.
- Lưỡi cày mìn tăng 25% tiêu thụ nhiên liệu.

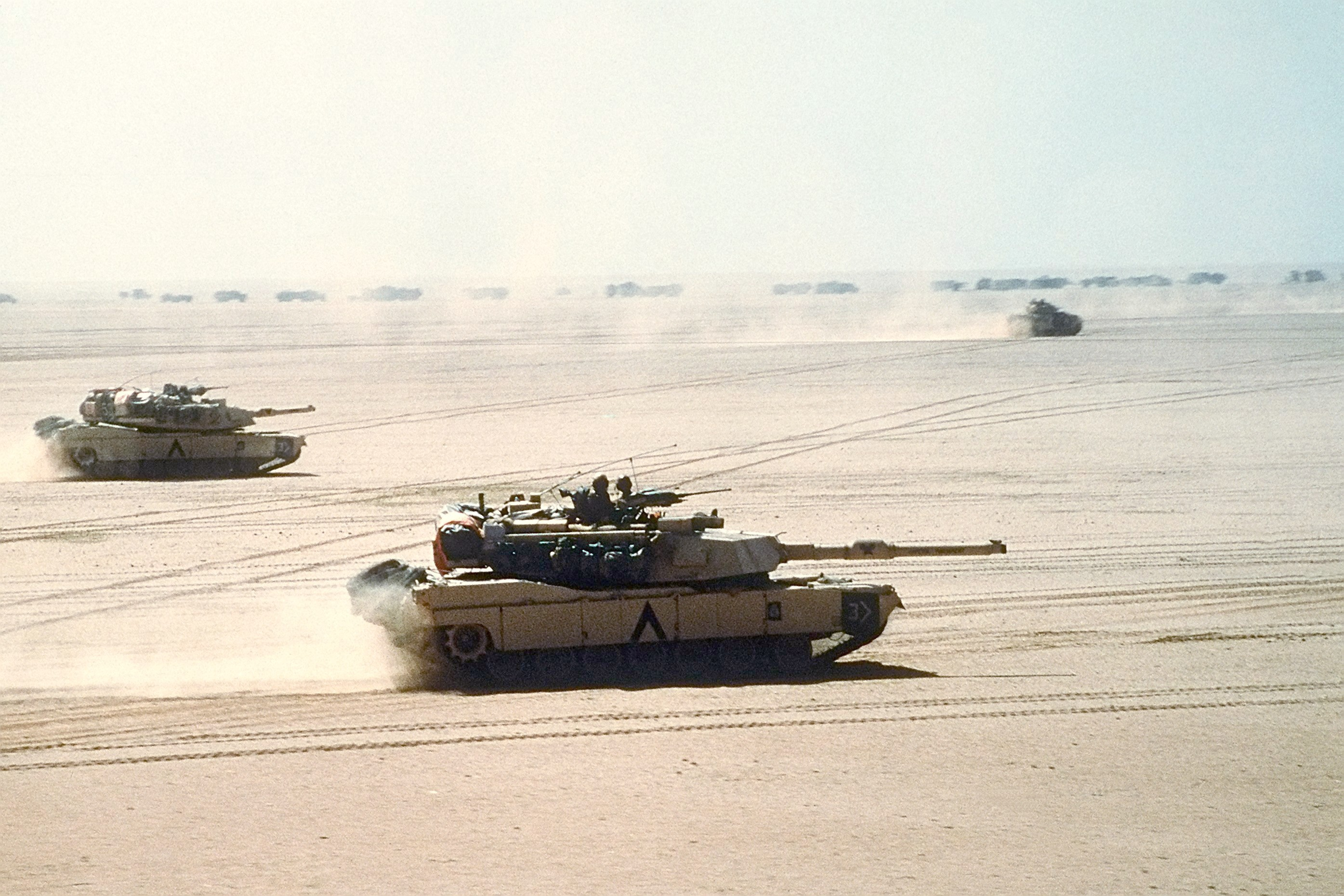
M1A2 Abrams hành quân trên sa mạc

Cần lưu ý rằng phiên bản M1A2 SEP chỉ có bình xăng 3 khoang dung tích 1.680 lít nên tầm hoạt động ngắn hơn(350 km) so với các phiên bản khác. 
Tốc độ di chuyển cao nhất trên địa hình gồ ghề của M1 là 48 km/h, cao gấp đôi so với M60A3. M1 có thể tăng tốc từ 0 lên 32 km/h chỉ trong 7s trên đường. Tốc độ di chuyển cao nhất trên đường trung bình khoảng 67 km/h cho phiên bản mang pháo 120mm. Tốc độ tối đa của M1 có thể cao hơn nếu không có thiết bị điều chỉnh vận tốc của động cơ. Trọng lượng lớn (M1A1 nặng 57 tấn, M1A2 nặng 67 tấn) khiến cho tốc độ di chuyển trên địa hình ẩm ướt và đất mềm cũng như khả năng vượt hào bị hạn chế nhiều, tuy nhiên nó giúp cho xe an toàn hơn khi lái trên địa hình ghồ ghề. M1 không có hiện tượng bay lên khỏi mặt đất sau khi vượt qua chướng ngại vật như các xe tăng có trọng lượng dưới 50 tấn, thay vào đó, nó lướt qua chướng ngại, xích xe vẫn áp sát mặt đường, cho phép tổ lái của xe M1 ít chịu rung lắc, điều này đặc biệt quan trọng đối với người nạp đạn (do M1 không có bộ nạp đạn tự động, nếu xe rung lắc quá mạnh trên đường ghồ ghề thì người nạp đạn sẽ không thể nạp đạn cho pháo được). Trọng lượng nặng và hệ thống treo thủy lực của M1 giúp cho nó di chuyển một cách êm ái trên địa hình ghồ ghề. Động cơ turbine khí giúp M1 di chuyển ít ồn và tuổi thọ động cơ cao hơn so với động cơ diesel của M60.
Tuy nhiên, M1 có một điểm yếu là nó không có khả năng lặn sâu so với nhiều loại xe tăng khác. Thiết bị lặn của M1 chỉ cho phép xe vượt qua chỗ nước sâu không quá nóc xe (khoảng 1,3 mét), ở độ sâu lớn hơn thì nó sẽ bị chìm. Trong khi đó, những chiếc T-72 của Nga có thể vượt sông với độ sâu lên tới trên 3,5 mét.
Nhờ có hệ thống lọc không khí trước khi đưa vào động cơ nên M1 không chịu nhiều ảnh hưởng do cát bụi và thời tiết. Tuy nhiên, vì tiêu thụ quá nhiều nhiên liệu nên thường chỉ có những xe bồn cỡ lớn mới có thể cung cấp đủ nhiên liệu cho một lực lượng M1, và những xe bồn này có khả năng di chuyển địa hình cũng như chịu đựng thời tiết kém hơn so với xe tăng nên việc tiếp tế thường tốn nhiều thời gian.
Một rắc rối đã phát sinh qua thời gian, đó là các phiên bản cải tiến của M1 ngày càng nặng hơn (do gắn thêm các lớp giáp và thiết bị mới), trong khi động cơ xe thì không thay đổi. Xe tăng M1 nguyên bản không quá nặng, vào khoảng 58 tấn, nhưng đến phiên bản M1A2SEPv3 thì xe đã nặng tới 69 tấn, cộng thêm bộ giáp phản ứng nổ ARAT thì sẽ lên tới 73,6 tấn. Nếu kết hợp với hệ thống phòng thủ chủ động Trophy, tổng trọng lượng của xe tăng M1A2SEPv3 sẽ lên tới 75,8 tấn, là xe tăng nặng nhất thế giới. Kết quả là tỷ lệ công suất trên trọng lượng đã giảm từ 25,8 mã lực/tấn ở xe tăng M1 đời đầu xuống còn 20,4 mã lực/tấn ở M1A2SEPv3. Đây là mức thấp hơn nhiều so với các loại xe tăng mới của Nga như T-72B4, T-90M, T-14 Armata. Trọng lượng quá lớn của xe tăng M1A2SEPv3 sẽ tác động tiêu cực đến khả năng cơ động chiến trường của xe tăng, các các bộ phận chuyền động sẽ bị hao mòn nghiêm trọng, thường xuyên hỏng hóc, giảm độ tin cậy và giảm đáng kể tuổi thọ. Ngoài ra, một xe tăng nặng trên 70 tấn sẽ rất dễ làm hỏng đường hoặc sập cầu, vượt quá sức kéo của các loại xe sửa chữa, và nó cũng không thể sử dụng được ở khu vực rừng núi và đầm lầy. Đây là những vấn đề mà xe tăng Tiger II nặng 70 tấn của Đức cũng từng gặp phải trong Thế chiến 2. Có những phân tích lo ngại rằng 1 loại xe nặng như M1A2SEPv3 không thể điều động nhanh chóng, hiệu quả như xe tăng Nga, vốn không có loại nào nặng quá 50 tấn

## Thiết kế bên trong và bên ngoài

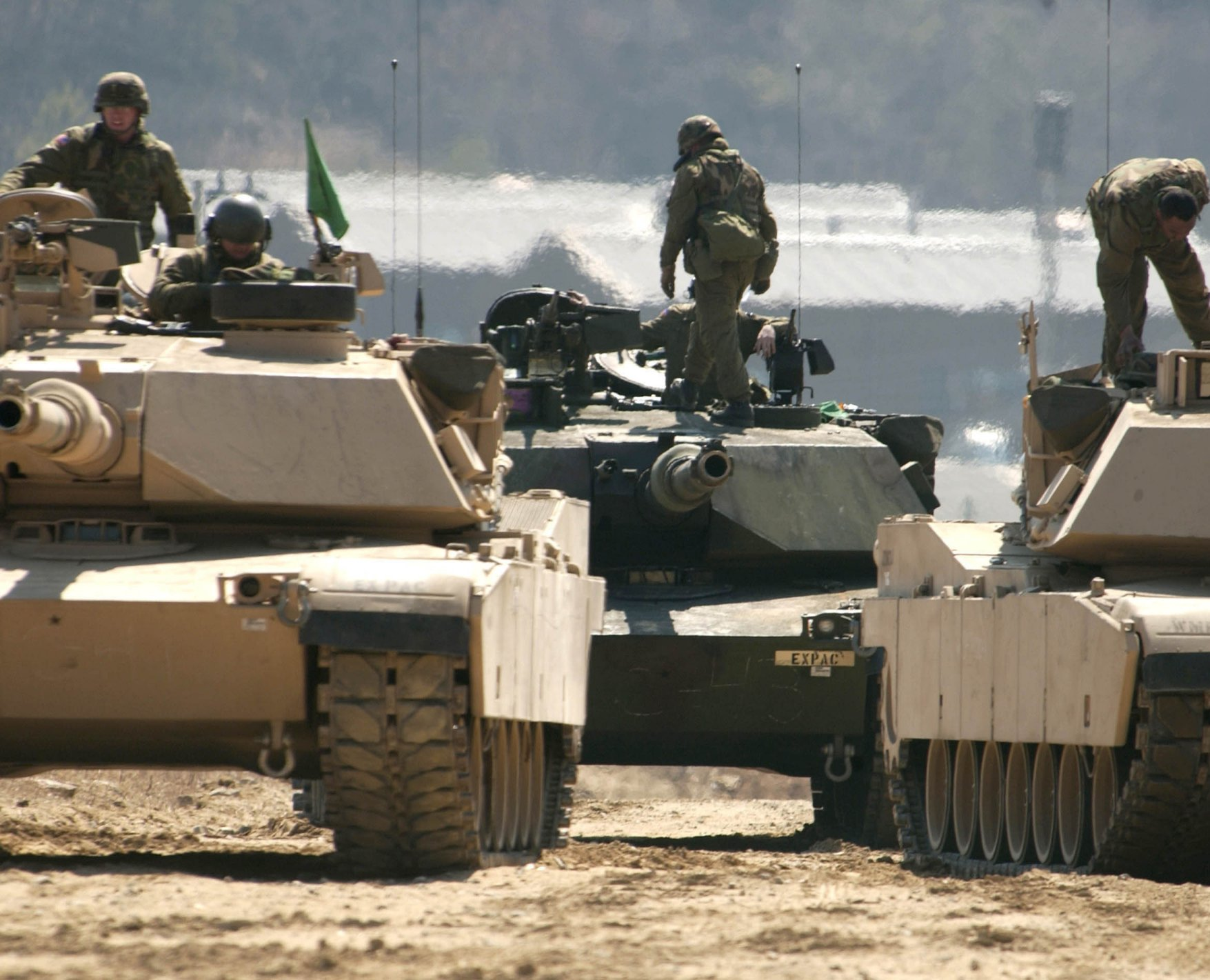
Xe tăng M1A1 Abrams của lực lượng Thủy quân lục chiến Hoa Kỳ tại Hàn Quốc

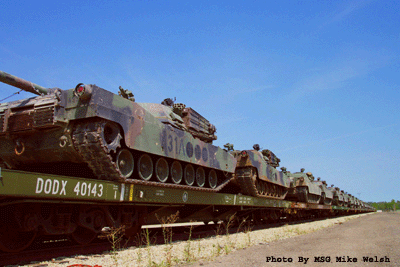
M1 Abrams thuộc biên chế Vệ binh Quốc gia Bắc Carolina được vận chuyển bằng đường sắt đến Căn cứ Fort Riley trong khuôn khổ cuộc tập trận Hickory Sting.

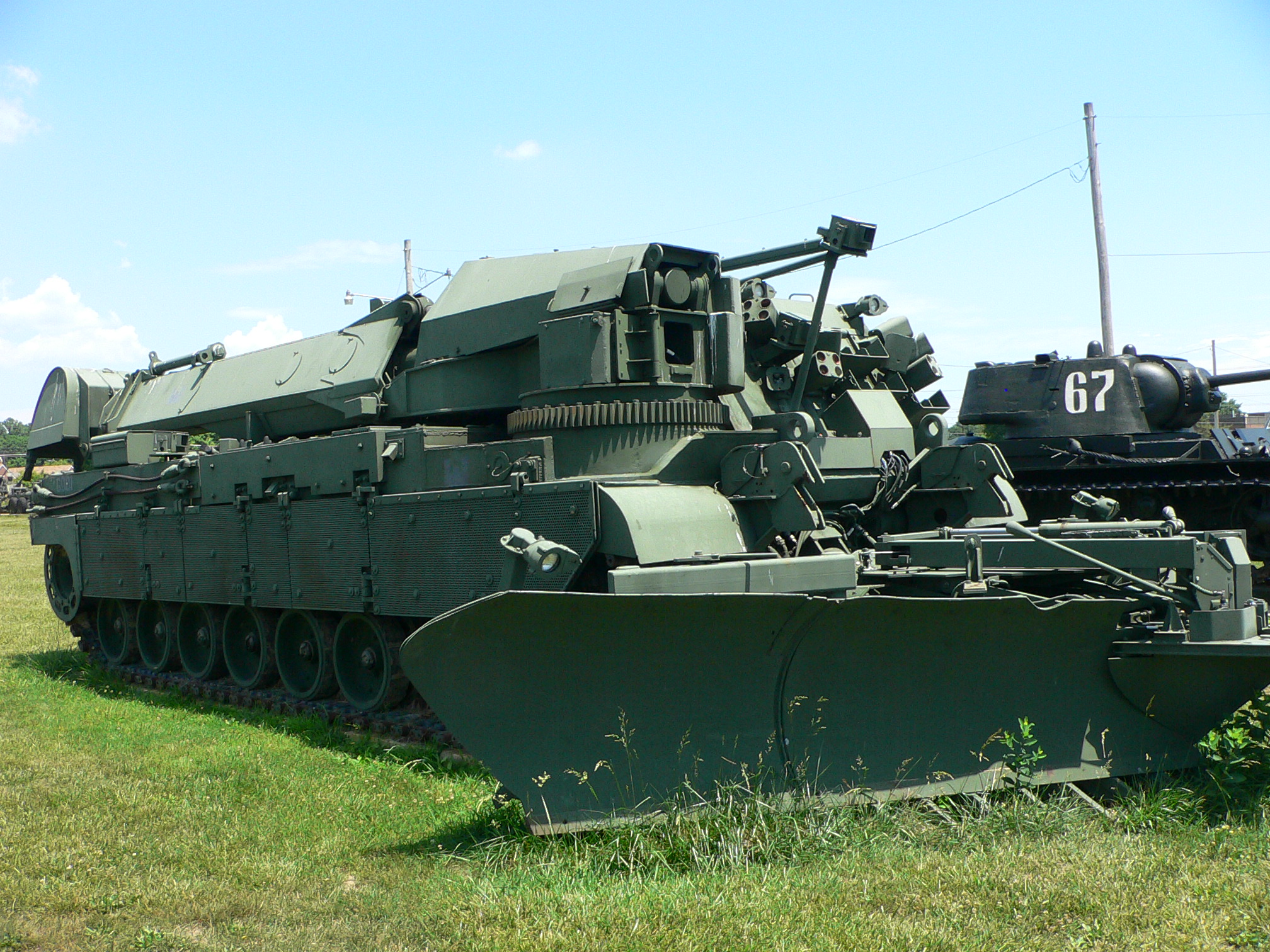
M1 Grizzly

Vị trí của xa trưởng: được trang bị sáu kính quan sát có thể quan sát toàn bộ 360 độ quanh xe. Thiết bị quan sát hồng ngoại độc lập (ITV/independent thermal viewer) của hãng Texas Instruments cung cấp khả năng quan sát ngày và đêm độc lập (với xạ thủ) được ổn định, có thể quan sát 360 độ, tự động quét khu vực, tự động chuyển thông tin về mục tiêu cho xạ thủ và một hệ thống điều khiển hỏa lực dự phòng cho phép xa trưởng sử dụng pháo chính. Khẩu M2 của xa trưởng cũng được trang bị một kính nhắm 3X.
Vị trí của xạ thủ: được trang bị GPS (gunner's primary sight/(thiết bị) ngắm chính của xạ thủ) từ Electro-Optical Systems Division của công ty Hughes Aircraft. Hệ thống tạo ảnh hồng ngoại (thermal imaging systerm/TIS) cũng của công ty Hughes tạo ra một hình ảnh dựa trên sự khác biệt về nhiệt độ của các vật thể trong khu vực nhìn thấy. Hình ảnh tạo ra được hiển thị trong một thị kính cùng với thông số về khoảng cách có sai số dưới 10m từ thiết bị xác định khoảng cách bằng laser của Hughes. Cùng với đó là một máy tính đạn đạo. Dữ liệu về khoảng cách được truyền trực tiếp vào máy tính đạn đạo, sau đó được tự động tính toán. Dữ liệu bao gồm: 1) Góc bắn đón, 2) Góc nâng hạ của pháo chính được tính bằng cảm ứng đầu nòng đặt trên pháo chính, 3) Dữ liệu về gió đo bằng cảm biến gió trên nóc tháp pháo, 4) dữ liệu từ con quay hồi chuyển đặt tại trung tâm của nóc tháp pháo. Cuối cùng, người xa trưởng hay xạ thủ sau đó đưa thông tin về loại đạn, nhiệt độ và áp suất khí áp vào. GPS được trang bị hai kính quan sát đôi 3X và 10x ban ngày cũng như 3X và 10X ban đêm. Ngoài GPS, còn có một kính nhắm phụ trợ 8X khác.
Vị trí của người nạp đạn: không được trang bị các thiết bị điều khiển hỏa lực đặc biệt nào. Tuy nhiên, từ vị trí của mình, người nạp đạn có thể quan sát toàn bộ bên trong xe, điều này rất quan trọng nên hầu hết xa trưởng đều chọn người có kinh nghiệm nhiều thứ hai vào vị trí của người nạp đạn. Phía sau lưng người nạp đạn là khoang chứa đạn của pháo chính được ngăn cách bằng một lớp cửa thép. Để lấy đạn từ khoang, người nạp đạn phải nhấn giữ một nút để mở cửa trượt ngăn cách. Khi buông nút, của tự động đóng lại. Trên nắp ra vào của người nạp đạn cũng có một kính quan sát 1X có thể xoay 360 độ.
Vị trí của lái xe: Lái xe có một ghế ngồi tự ngã về sau khi hách ra vào đóng lại cũng như khi xe đang trong trạng thái hoạt động. Vị trí của lái xe cũng được thiết kế để thích hợp với 95% nam giới Mĩ, cho phép người lái dù mập hay ốm cũng có thể điều khiển xe. Bên cạnh lái xe có trang bị các thiết bị đo đạc và màn hình tiêu chuẩn thể hiện tình trạng nhiên liệu, điện năng của các pin, các thiết bị điện tử. Thiết bị quan sát của lái xe bao gồm ba kính quan sát cung cấp tầm nhìn 120 độ. Kính quan sát ở chính giữ có thể được gắn một thiết bị hồng ngoại để quan sát ban đêm hay trong điều kiện khói bụi.

## Khả năng bảo vệ

### Vỏ giáp
Như hầu hết các loại xe tăng được thiết kế vào thời chiến tranh lạnh, giáp xe tăng Abram được tập trung dày nhất ở 60 độ trước xe. Giáp của Abram được trang bị loại giáp Burlington theo tên gọi của Mĩ hay Chobham theo tên gọi của Anh. Giáp Chobham có khả năng chống đạn nổ lõm cao hơn nhiều so với thép thường. Đến cuối những năm 1980, phiên bản cải tiến M1A1HA được tăng cường thêm giáp Uranium nghèo (DU) ở giữa hai lớp giáp mặt trước của tháp pháo giúp tăng thêm khả năng chống đạn xuyên giáp bằng động năng.
Vào năm 1988, phiên bản M1A1HA đã bắt đầu sử dụng lớp chống đạn bằng hợp kim uranium làm nghèo thế hệ thứ nhất được gọi là uranoceramic UO87. Năm 1990, các xe tăng M1A2 được trang bị lớp chống đạn bằng uranium thế hệ thứ hai UO1-100 trong các túi nhôm. Các phiên bản M1A2SEP có sử dụng lớp chống đạn thế hệ thứ ba UO100 với lớp uranium phủ than chì nằm trong lớp bọc bằng Titan. Phiên bản M1A2SEP v4 sẽ chuyển sang dùng vỏ giáp UO thế hệ thứ tư.
So với giáp thép thông thường, giáp Uranium nghèo có khả năng chống đạn cao hơn nhiều. Tuy nhiên nhược điểm của nó là khối lượng rất nặng (gấp khoảng 1,7 lần chì và gấp gần 3 lần thép), nên chỉ được ưu tiên gắn vào mặt trước xe (nếu gắn vào hông thì xe tăng sẽ trở nên rất nặng). Các tấm giáp bằng uranium cũng không thể uốn cong, nên các xe tăng M1Abrams đều có tháp pháo vuông vức và khá cồng kềnh. Ngoài ra, giáp Uranium nghèo có chứa uranium là chất phóng xạ độc hại, nên tổ lái xe có nguy cơ bị ảnh hưởng sức khỏe. Khi chiếc xe tăng bị trúng đạn và các lớp giáp bằng uranium bên trong xe bị hư hỏng, nó sẽ tung ra các hạt bụi phóng xạ cực nhỏ mà khi tổ lái hít phải thì sẽ bị nhiễm phóng xạ.
Cũng như nhiều xe tăng kiểu phương Tây khác, giáp chính ở phía trước xe tăng Abram là 100% giáp thô, không có gắn giáp phản ứng nổ (ERA). Điều này khiến cho xe có trọng lượng lớn hơn xe tăng của Nga. Đằng sau lớp giáp cứng là một lớp chống mảnh văng làm bằng Kevlar giúp chống lại mảnh vỡ của giáp khi giáp bị xuyên phá. Trong chiến tranh vùng Vịnh, không hề thiếu những trường hợp xe tăng Mĩ bị tấn công bởi RPG và chai xăng.
Thiết bị nhắm chính của xạ thủ (GPS) được trang bị cửa đóng mở để bảo vệ trước các loại miểng pháo và đạn súng cá nhân. Phía trước tháp pháo của M1 cũng được thiết kế khá vuông vức, các khí tài quan sát được đặt lùi về sau so với mặt trước của tháp pháo giúp tăng độ an toàn cho khí tài khi mặt trước tháp pháo bị tấn công bằng đạn HE hoặc HEAT. Hai bên và phía sau tháp pháo được gắn những khung chứa hàng đôi khi cũng giúp giảm hiệu quả sát thương của các loại đạn HEAT. Hai bên sườn xe cũng được trang bị giáp hông (skirt armor) khá dày cũng nhằm mục đích giảm hiệu quả của đạn HEAT. Tuy nhiên những biện pháp này không thể bảo vệ xe hoàn toàn trước các loại đạn, nhất là những loại đạn HEAT hiện đại, kèm thêm một thực tế là phần động cơ phía sau thân xe hoàn toàn không thể chịu được bất kì loại đạn chống tăng nào. Nhằm khắc phục nhược điểm này, gói nâng cấp TUSK đã ra đời. Nâng cấp chính bao gồm giáp ERA lắp hai bên sườn thân xe và giáp lồng ở phía sau xe, nhưng gói nâng cấp này cũng khiến M1 càng trở nên nặng hơn, đồng thời vẫn chưa chống được đạn tandem bắn vào 2 hông xe.

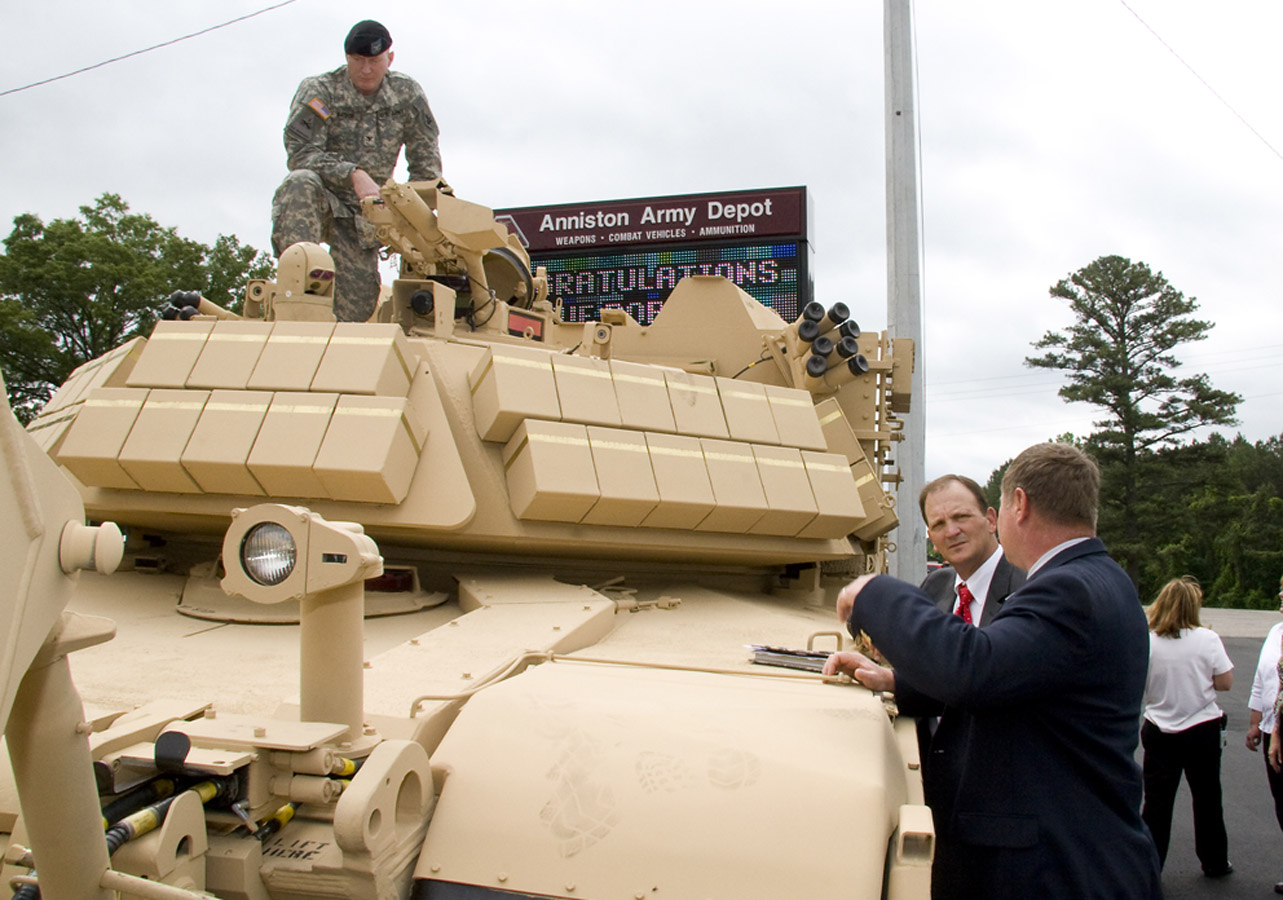
Giáp ERA được lắp đặt trên tháp pháo của xe tăng M1 Abrams.

Phần thân dưới phía trước có hai bình nhiên liệu lớn. Tuy nhiên, chúng lại giúp tăng khả năng bảo vệ chống đạn từ phía trước cho xe. Chất lỏng cũng có khả năng chống đạn. Ví dụ như nước có khả năng chống đạn CE bằng 45% RHA, KE bằng 15%. Ethanol có khả năng chống đạn CE bằng 63% RHA, KE bằng 15%. Ngoài ra, hai bình nhiên liệu này có vỏ làm bằng các lớp nhôm có lỗ giống tổ ong kẹp giữa các tấm nhôm mỏng. Thiết kế này có khả năng chống đạn bằng 70% thép thông thường nhưng có chi phí thấp và trọng lượng nhẹ.
Nhìn chung, giáp trước của M1A2 Abrams khá dày (được trang bị giáp Chobham và lớp hợp kim Uranium nghèo), nhưng giáp hông và giáp sau của M1 Abrams thì yếu hơn nhiều (chỉ là lớp giáp thép thông thường với độ dày thấp, không có giáp Chobham và giáp Uranium nghèo), nên nó rất dễ tổn thương nếu bị bắn vào hông. Các phiên bản cải tiến cũng không thể tăng cường lớp giáp ở khu vực này vì xe đã quá nặng. Sau khi nghiên cứu và phân tích những trường hợp xe tăng M1 Abrams bị phá hủy hoặc hư hại nặng ở Iraq, các chuyên gia quân sự đã đúc kết những điểm yếu của thân và tháp pháo phiên bản M1A2 SEP để tiêu diệt hoặc chí ít cũng làm hư hại nặng chiếc xe: 
- Mặt trước tháp pháo của M1A2 là nơi dày nhất vì được lắp tăng cường các tấm giáp uranium nghèo, chiều dày quy đổi tương đương 700-800mm chống đạn xuyên APFSDS hoặc 1.300 mm chống đạn xuyên lõm. Để xuyên thủng vỏ giáp ở khu vực này cần vũ khí hiện đại, như đạn xuyên giáp APFSDS cỡ 125mm 3BM-69/70 Vacuum, hoặc tên lửa chống tăng 9M133 Kornet của Nga
- Mặt trước thân xe có khả năng bảo vệ thấp hơn, đạt khoảng 500-600mm chống đạn xuyên APFSDS hoặc 800 mm chống đạn xuyên lõm. Để xuyên thủng vỏ giáp ở khu vực này có thể dùng vũ khí cũ đã qua cải tiến, như đạn xuyên giáp APFSDS cỡ 125mm 3BM-48 Snvitnets (ra đời năm 1991), tên lửa chống tăng AT-3 Sagger phiên bản AT-3D (ra đời năm 1990), hoặc súng chống tăng RPG-7 mang đầu đạn tandem cải tiến của Nga
- Chiều dày vỏ giáp ở các vùng hông xe nhỏ hơn 50-60% so với vùng chính diện, có thể bắn thủng bằng các loại vũ khí chống tăng kiểu cũ từ thập niên 1960, như súng chống tăng RPG-7, súng không giật SPG-9 cỡ 73mm.
- Hông phần đuôi thân xe M1 có tấm thép chắn chỉ dày 70mm, còn tấm thép đuôi xe chỉ dày 30mm, nóc xe cũng chỉ dày khoảng 20-30mm, có thể bắn thủng bằng mọi loại đạn chống tăng.

Các phiên bản M1 cũ hơn (như M1A1, M1A1HA) có giáp yếu hơn so với M1A2 SEP nên việc tiêu diệt cũng dễ hơn so với M1A2 SEP.
Quân đội Mỹ lập luận rằng những chiếc M1 Abrams phiên bản xuất khẩu đã bị lược bỏ lớp giáp Uranium làm nghèo nên mới dễ bị tiêu diệt. Nhưng thực tế từ chiến tranh Iraq năm 2003 đã cho thấy ngay cả M1 Abrams nguyên bản (do quân đội Mỹ sử dụng) cũng có rất nhiều điểm yếu về vỏ giáp. Do dồn quá nhiều trọng lượng vào mặt trước xe nên 2 bên hông xe M1 trở nên khá yếu ớt, khoang chứa đạn gắn vào sau tháp pháo khiến tháp pháo trở nên to lớn khi xoay ngang, rất dễ bị nhắm bắn. Trong chiến tranh hiện đại, khi bộ binh mang vũ khí chống tăng ẩn nấp khắp nơi thì hông xe, sườn tháp pháo mới là khu vực dễ bị đối phương tập kích. Phần hông và đuôi xe M1 Abrams vẫn dễ bị bắn thủng bởi đạn đạn AP cỡ 100mm của xe tăng T-54, hoặc bởi súng chống tăng vác vai đời cũ như RPG-7 (sản xuất từ những năm 1960) kể cả khi dùng đạn PG-7V đời cũ chứ chưa cần dùng đạn PG-7VR kiểu mới. Đạn xuyên giáp của pháo 30mm trên xe BMP-2 ở cự ly 2.000m dễ dàng xuyên qua đuôi xe. Trong chưa đầy 2 năm đầu của chiến tranh Iraq năm 2003, đã có 17 xe tăng M1 bị tiêu diệt và 63 xe bị bắn hỏng nặng, hầu hết chỉ bởi súng chống tăng RPG-7 đời cũ. Theo thống kê có tới 55% số xe M1 bị bắn hỏng nặng hoặc bị phá hủy bởi đạn PG-7V trúng vào sườn tháp pháo, sườn thân xe phía trên bánh tỳ và 70% bị bắn vào nóc tháp pháo. Giáp phía sau thì còn mỏng hơn nữa, trong chiến tranh Vùng Vịnh năm 2003, đã có 1 chiếc M1 bị vô hiệu hóa do bị bắn cháy động cơ bởi đạn AP cỡ 25mm bắn nhầm từ 1 chiếc xe thiết giáp M2 Bradley.

### Khoang chứa đạn sau tháp pháo
Khoang chứa đạn của Abram được đặt sau tháp pháo, cách biệt với khoang chiến đấu bằng một lớp của thép. Khoang chứa đạn có hai tấm ván blow-off trên nóc. Nhà sản xuất tuyên bố rằng khi đạn trong khoang phát nổ, sức nổ của chúng sẽ thổi bay các tấm ván blow-off, giải phóng sức nổ ra ngoài xe để giảm bớt thiệt hại cho tổ lái.

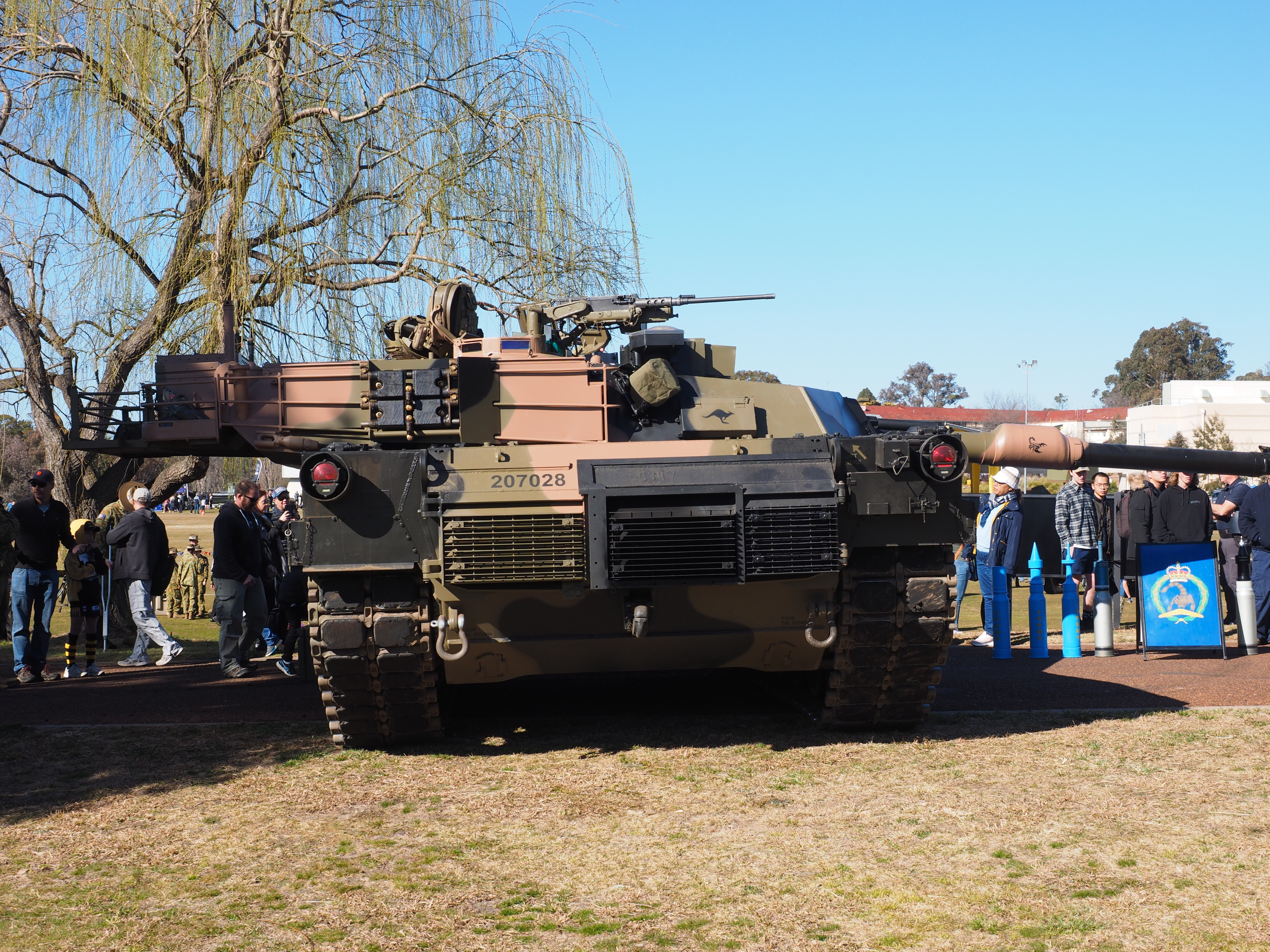
M1 xoay ngang, cho thấy khoang chứa đạn lớn phía sau tháp pháo.

Tuy nhiên, đó là về lý thuyết quảng cáo, còn thực tế chiến đấu cho thấy tấm ván blow-off là không đủ để ngăn chặn vụ nổ kho đạn. Mỗi viên đạn cỡ 120mm chứa 10 kg thuốc phóng, cộng với vài kg thuốc nổ mạnh (với các loại đạn nổ), chỉ cần một vài viên đạn bị kích nổ thì chấn động đã thừa sức xé toạc tấm ván blow-off và giết chết tổ lái. Có những trường hợp M1 Abram bị bắn trúng sườn tháp pháo đã khiến cơ số đạn trong khoang chứa đạn bị kích nổ kinh hoàng, cơ hội sống sót của kíp xe trong tình huống này gần như không còn.
Những phân tích đã chỉ ra điểm yếu của kiểu thiết kế khoang đạn ở tháp pháo phía sau như M1 Abrams. Đó là các phát đạn xuyên thủng phía trước tháp pháo cũng sẽ tiếp tục lao tới theo đường thẳng, đánh trúng vào kho đạn ở phía sau tháp pháo và làm nó nổ tung (xe tăng Nga để đạn duói thân xe sẽ không gặp tình trạng này). Các tấm blow-off có thể chặn luồng nhiệt do sự đốt cháy thuốc phóng, nhưng vô dụng nếu các loại đạn có đầu đạn nổ (HE) bị kích nổ. Mặt khác, với kho đạn ở phía sau, tháp pháo trên M1 trở nên quá khổ, khiến giáp hông không thể làm dày (do xe đã quá nặng) và khiến nó trở thành mục tiêu dễ bị bắn trúng từ 2 bên hông. Đánh trúng tháp pháo phía sau của xe tăng M1 là không khó, đặc biệt là với chiến thuật bộ binh mang súng chống tăng vác vai hoặc tên lửa chống tăng ẩn nấp từ mọi phía. Trong chiến tranh Iraq, có nhiều hình ảnh và video mô tả những chiếc M1 bị phá hủy hoàn toàn do khoang đạn phía sau tháp pháo bị bắn trúng và nổ tung, có khi chỉ bởi súng chống tăng đời cũ như RPG-7.
Trong chiến tranh Nga-Ucraina 2022, xuất hiện các loại vũ khí mới là UAV, drone FPV điều khiển từ xa gắn đạn chống tăng. Các loại drone này có tầm bay hàng chục km, lại có giá rất rẻ nên xuất hiện rất phổ biến. Trước loại vũ khí này, khoang chứa đạn to lớn đằng sau tháp pháo lại trở thành điểm yếu rất lớn của M1 Abrams, vì drone từ trên cao có thể dễ dàng lao trúng khu vực này. Ngày 26/2/2024, quân đội Nga chỉ cần dùng 1 chiếc drone gắn đạn súng RPG-7 (B-41) đánh vào khoang chứa đạn là đã gây kích nổ khoang đạn, tiêu diệt 1 chiếc M1 của Ucraina.

### Các hệ thống bảo vệ
Một số xe tăng Abrams của TQLC Hoa Kỳ được trang bị hệ thống phòng thủ chủ động mềm AN/VLQ-6 Missile Countermeasure Device (MCD) do Loral (hiện nay là Lockheed Martin Electro-Optical) sản xuất, nó tương tự như hệ thống đèn nhiễu hồng ngoại OTShU-1-7 của Nga. AN/VLQ-6 có khả năng gây nhiễu và làm lệch đường đi của các loại tên lửa dẫn đường (ATGM) SACLOS sử dụng phương pháp điều khiển bằng dây hoặc đầu dò hồng ngoại. Bên cạnh AN/VLQ-6, một số xe tăng Abrams được trang bị bản cải tiến là AN/VLQ-8A của Sander (nay thuộc BAE) 

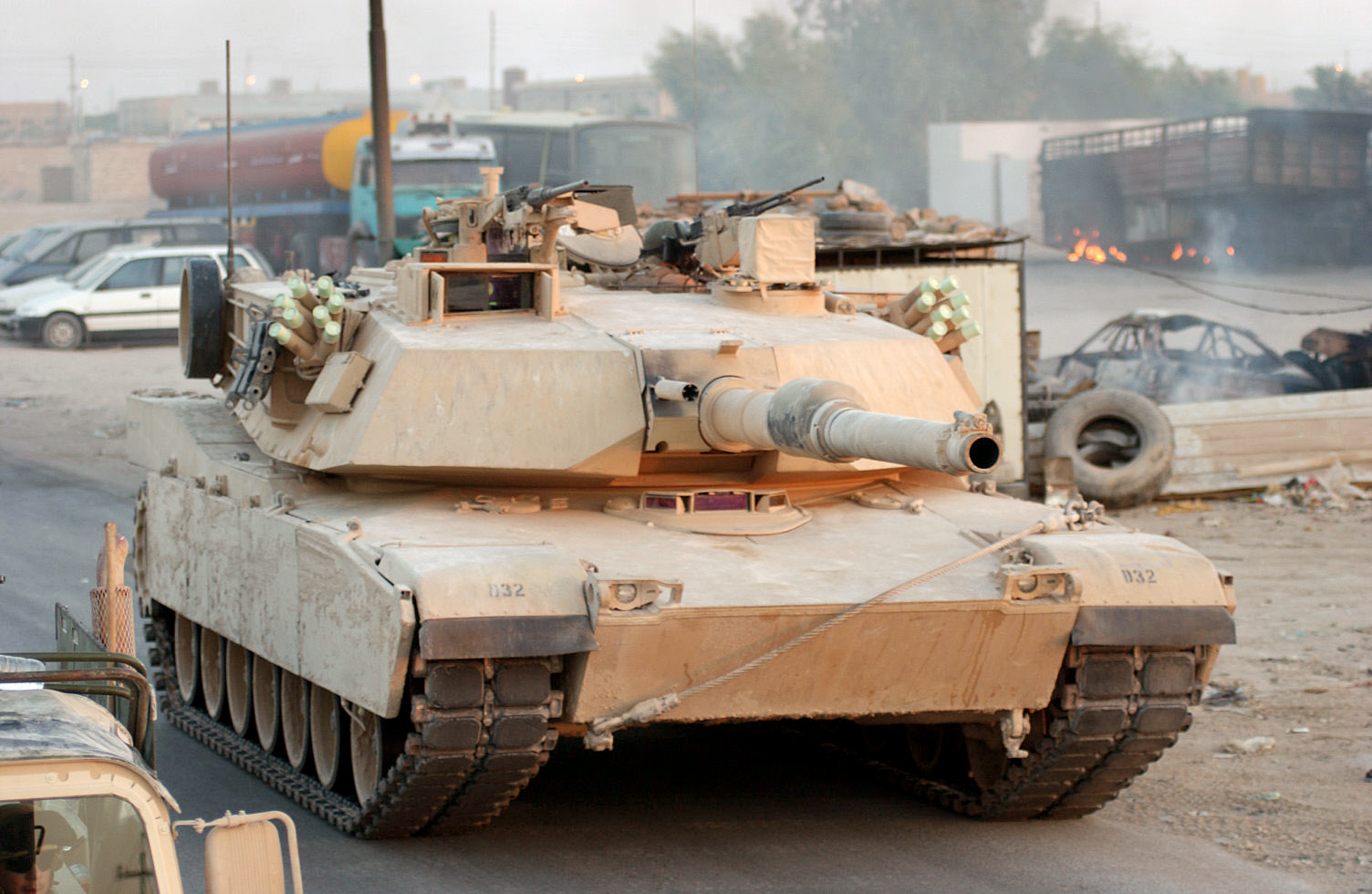
Một xe tăng M1 Abrams của TQLC Hoa Kỳ trong cuộc đột kích vào cứ điểm của dân quân Muqtada ở Najaf, Iraq. Có thể thấy hệ thống AN/VLQ-6 ở góc phải của xe, đã bị tắt và phủ bạt

Hình dáng của AN/VLQ-6 và AN/VLQ-8A là tương đối khác nhau, nếu AN/VLQ-6 có dạng hộp vuông thì AN/VLQ-8A lại có dạng hộp chữ nhật.  Cả hai hệ thống đều có vùng bảo vệ khá ẹp, chỉ 40° ở phía trước mặt và 10° trên dưới tháp pháo. Theo báo cáo của quân đội Mỹ thì MCD tỏ ra hiệu quả trong lẫn phòng thủ và tấn công. Tuy nhiên kém hiệu quả nếu dùng trong thời tiết xấu, nhiều khói và cần có hệ thống cảnh báo tên lửa (MWS) để phát huy tối đa khả năng. Thời hạn sử dụng của AN/VLQ-6 và 8A có phần vượt trội hơn OTShU-1-7 với 400 giờ hoạt động so với 250 giờ hoạt động. Hệ thống này thường được đặt trên nóc tháp pháo xe tăng Abrams, ở cửa ra vào của nạp đạn viên. Nhiều hệ thống cũng có thể được trang bị cho một xe tăng nếu cần vùng bảo vệ lớn hơn. Tuy nhiên, hệ thống MCD này tỏa ra một lượng lớn tia hồng ngoại có thể đốt cháy mắt và da người đứng trước nó vì vậy, binh sĩ được khuyến cáo không nên nhìn vào thiết bị này trong tầm 4m và trước khi sử dụng phải tháo bạt che thiết bị. Hiện nay không nhiều xe tăng M1 Abrams được trang bị các hệ thống phòng thủ chủ động mềm này, do quân đội Mỹ hiện đang trang bị hệ thống phòng thủ chủ động Trophy tân tiến hơn.
Trước đây, Mỹ đã nhiều lần thử nghiệm hệ thống phòng thủ chủ động là Iron Curtain - sản phẩm do Tập đoàn Artis của Mỹ nghiên cứu phát triển. Nhà sản xuất tuyên bố Iron Curtain sử dụng radar CrossCue hoạt động trên băng tần C, có khả năng phát hiện, phân loại và xác định chính xác quỹ đạo đạn rocket hay tên lửa chống tăng đối phương bắn tới. Khi đầu đạn tiếp cận mục tiêu, đạn đánh chặn được bố trí trên nóc xe sẽ đánh chụp trực tiếp vào đạn chống tăng bắn tới để giảm khả năng công phá hoặc phá hủy hoàn toàn nó. Tuy nhiên trong suốt 10 năm, mọi kế hoạch của Mỹ với Iron Curtain chỉ dừng lại ở tuyên bố, không có hệ thống nào được sản xuất. Nhiều ý kiến cho rằng điều này chứng tỏ Mỹ đã thất bại với chương trình phát triển hệ thống phòng thủ chủ động nội địa[1]

### Ngụy trang và che giấu
Tháp pháo được trang bị hai súng phóng lựu đạn khói với sáu ống phóng mỗi khẩu (Xe M1A1 của Thủy quân Lục chiến Hoa Kỳ sử dụng phiên bản tám ống phóng). Chúng có thể tạo ra một khói dày chặn tầm nhìn và hình ảnh nhiệt. Động cơ cũng được trang bị một máy tạo khói được kích hoạt bởi lái xe. Khi được kích hoạt, nhiên liệu được phun vào ống xả tuabin nóng, tạo ra khói dày. Tuy nhiên, do sự thay đổi từ dầu diesel làm nhiên liệu chính cho việc sử dụng động cơ JP-8, hệ thống này đã bị vô hiệu hóa đối với hầu hết các xe tăng Abrams ngày nay bởi vì có nguy cơ cao thiệt hại về hỏa hoạn đối với khoang động cơ. Quân đội Hoa Kỳ cũng có thể trang bị cho xe tăng Abrams của mình lớp ngụy trang Saab Barracuda khi cần thiết, cung cấp cho xe khả tránh khỏi việc bị phát hiện bởi các thiết bị hồng ngoại, cảm biến nhiệt và radar 

### Tank Urban Survability Kit (TUSK)
TUSK (Tank Urban Survability Kit) là một loạt các cải tiến nhằm cải thiện khả năng tác chiến trông đô thị của xe tăng M1 Abrams. Các cải tiến này xuất phát từ chính những trải nghiệm của quân đội Mỹ với các cuộc phục kích và tấn công bằng IED ở Iraq và Afghanistan, vốn đã gây ra nhiều thiệt hại nặng nề cho M1 Abrams.
TUSK trang bị cho các xe tăng Abrams một lớp giáp vững chắc hơn trước các loại đầu đạn HEAT (đạn nổ mạnh chống tăng) qua việc gắn các phiến giáp phản ứng nổ (ERA) hai bên hông xe và giáp lồng ở khu vực đuôi xe. Một khiên súng cũng được thêm vào súng máy M240 7.62mm của nạp đạn viên. Ngoài ra, gói nâng cấp này cho phép thay thế súng máy hạng nặng M2 12.7mm bằng tháp súng máy 12.7mm của Kongsberg Gruppen giúp trưởng xe không cần phải lộ mình khỏi xe khi sử dụng súng máy. Một chiếc điện thoại cũng được thêm vào nhằm giúp lính bộ binh theo sau có thể giao tiếp với kíp lái dễ dàng.
- TUSK 2: Thông tin về hệ thống bảo vệ này vẫn chưa được công bố.

## Hỏa lực

### Hệ thống điều khiển hoả lực
Hệ thống nhắm chính của M1 gồm kính quan sát đôi 10x và 3x ngày-đêm. Hệ thống hồng ngoại của Abram có tầm hoạt động vào khoảng hơn 4000 m. Máy tính đạn đạo của Abram tính đường đạn dựa trên các thông số: góc bắn (xác định bằng cảm biến đầu nòng), khoảng cách (xác định bằng hệ thống laser), tốc độ và hướng gió (cảm biến gió trên nóc xe), thông số từ con quay hồi chuyển, tốc độ của mục tiêu(xác định bằng máy đếm số vòng), nhiệt độ, áp suất khí quyển, loại đạn, nhiệt độ của đạn. Cộng chung lại, máy tính đạn đạo cho khả năng bắn chính xác 95% ở khoảng cách bình thường. Cả chỉ huy lẫn xạ thủ đều có thể sử dụng pháo chính. Trong trường hợp cần thiết, pháo chính và súng máy đồng trục của xe tăng Abram có thể được nhắm bắn bằng thiết bị nhắm phụ trợ 8X của xạ thủ (GAS/Gunner Auxiliary Sight). GAS có hai đầu ruồi để nhắm bắn loại đạn HEAT và loại đạn APFSDS, STAFF. Khẩu M2 của xa trưởng được trang bị một kính nhắm 3X và có thể điều khiển từ trong xe.
Trong một cuộc trình diễn vào thập niên 1990, một chiếc T-90 của Nga đã di chuyển với tốc độ 25 km/h, bắn trúng 7 mục tiêu xe bọc thép ở cự ly 1.500-2.500 mét, tất cả chỉ diễn ra trong vòng 54 giây Trong cùng điều kiện và thời gian, xe tăng Leopard 2 của Đức bắn trúng 6 mục tiêu, và M1 Abrams của Mỹ bắn trúng 5 mục tiêu.
Tất cả mọi phiên bản M1 Abram đều không có khả năng bắn tên lửa chống tăng qua nòng pháo. Đây là một nhược điểm khá lớn khi so với các loại xe tăng Liên Xô/Nga như T-64, T-72, T-80 và T-90. Với tên lửa chống tăng bắn qua nòng pháo 9M119 Svir, xe tăng Nga có thể bắn trúng mục tiêu di chuyển với tốc độ 50 km/h ở cự ly tới 5.000 - 6.000 mét với xác suất trúng đích 90%. Trong khi đó, M1 chỉ có đạn xuyên giáp động năng APFSDS, do sử dụng động năng nên loại đạn này bị suy giảm sức mạnh theo cự ly (mục tiêu càng ở xa thì sức xuyên giáp càng giảm, độ chính xác càng tụt đi), nếu mục tiêu ở cự ly xa hơn 3.000 mét và đang di chuyển thì đạn APFSDS gần như không thể bắn trúng đích, và dù có trúng đích thì động năng cũng không còn đủ để xuyên qua vỏ giáp xe tăng địch. Do vậy, nếu giao chiến ở vùng bình nguyên, sa mạc bằng phẳng, xe tăng Nga chắc chắn có thể dùng tên lửa hạ gục M1 Abrams trước khi nó có thể bắn trả (kể cả khi giáp trước của M1 Abrams không bị xuyên thủng, thì sức nổ của đầu đạn tên lửa vẫn sẽ làm hỏng các thiết bị bên ngoài như kính ngắm, thiết bị đo xa, camera quan sát, nòng pháo... khiến M1 mất khả năng chiến đấu).
Tuy nhiên, quân đội Mỹ vẫn không có ý định nâng cấp cho M1 khả năng bắn tên lửa, vì xe tăng Mỹ luôn được không quân hỗ trợ, trong khi đối thủ của họ chủ yếu là quân đội các nước nghèo chỉ có các loại xe tăng lỗi thời như T-55, T-62 và T-72 phiên bản xuất khẩu (đã bị Nga lược bỏ khả năng bắn tên lửa). Với những loại xe tăng lỗi thời này thì đạn APFSDS cũng đã đủ để đối phó.

### Súng-Pháo
Vũ khí của xe tăng Abram gồm ba loại: pháo chính, súng máy hạng nặng và súng máy hạng trung nếu không tính đến vũ khí riêng của tổ lái.
- Pháo chính của xe tăng M1 Abram gồm hai loại là M68 105mm (M1, M1IP) và M256 120mm (M1A1 về sau).
  - Pháo M256 là loại pháo nòng trơn, phiên bản của kiểu pháo Rhenmental L44 (Đức):
    - Trọng lượng: 3084 kg
    - Lực đẩy khi bắn: 7000 lb- giây
    - Chiều dài nòng: 5,301 m
    - Tuổi thọ của khoá nòng: 4500 phát
    - Tuổi thọ của nòng: 1500 phát

  - Pháo M256 bao gồm các tính năng:
    - Bắn các loại đạn tiêu chuẩn NATO STANAG 4385
    - Có bậu giữ khí nòng pháo
    - Có tính năng cách nhiệt
    - Có cảm biến đầu nòng
    - Khoá nòng phải được người điều chỉnh trước khi bắn phát đầu tiên
    - Không cân bằng đồng tâm

Các phiên bản: 
- M256: phiên bản pháo nòng trơn L44 120 mm. Thông số như trên
- M256E1: phiên bản của pháo nòng trơn L55 120 mm(có nòng dài hơn 130 cm so với L44, tăng 30% thể hiện so với pháo thường cùng loại). Một phần của dự án nghiên cứu Hệ thống vũ khí xe tăng tiên tiến(Advanced Tank Armament System/ATAS).[8]
- Súng máy đồng trục và phòng không hạng trung: là loại M240 bắn đạn 7,62x51mm tiêu chuẩn NATO.[8]
- Súng máy hạng nặng: loại M2HB Browning bắn đạn.50 cal(12,7x99mm).[8]

### Đạn
Đạn 120mm của Abram được sản xuất bởi hãng Alliant Techsystems và hãng General Dynamics Ordnance and Tactical System. Các sơ sở chính: 
- Primex Technologies, St. Petersburg, Florida: trụ sở chính của nhà thầu
- Alliant Techsystems, Minneapolis, Minnesota: trụ sở chính của nhà thầu
- Ver-Sa-Til Associates Inc., Chanhassen, Minnesota: cánh đuôi và vỏ tách rời của đạn M830A1
- Wiltec Industries, New Hope, Minnesota: thân của kíp nổ
- NB 502 Inc., New Brighton, Minnesota: đầu nổ lõm của đạn M830A1
- Motorola Inc., Scottsdale, Arizona: cảm biến khoảng cách của đạn M830A1
- Armtec Defense Products, Coachella, California: vỏ đạn loại cháy được
- Nuclear Metals Inc., Concord, Massachusetts: đầu xuyên của đạn M829A2
- Conco Inc., Louisville, Kentucky: vỏ đựng kim loại PA116
- Ferrulmatic Operations, Totowa, New Jersey: đáy kim loại của vỏ đạn, các thành phần của đạn M830A1/M865
- Aerojet Ordnance, Jonesboro, Tennessee: đầu xuyên của đạn M829A2
- Bulova Technologies, Lancaster, Pennsylvania: ngòi nổ đầu đạn M830A1
- Flinchbaugh Technologies, Red Lion, Pennsylvania: đáy vỏ đạn M829A2, M865 và các thành phần của đạn M830A1
- Radford Army Ammunition Plant, Radford, Virginia: thuốc phóng
- Ray and Zimmerman Operations, Camden, Arkansas: kíp nổ
- Trung tâm hậu cần và thử nhiệm đạn đạo quốc gia, Camden, Arkansas: thử nghiệm bắn đạn thật
- Kilgore Operations, Toone, Tennessee: kíp nổ
- Eagle Pitcher Industries, Joplin, Missouri: pin nhiệt cho đạn M830A1
- Thyssen Precision Forge Inc., Garner, Bắc Carolina: kim loại ép cho đáy vỏ đạn
- Nhà máy đạn Iowa, Middletown, Iowa: tập trung, lắp rắp và đóng gói bên ngoài cho đạn

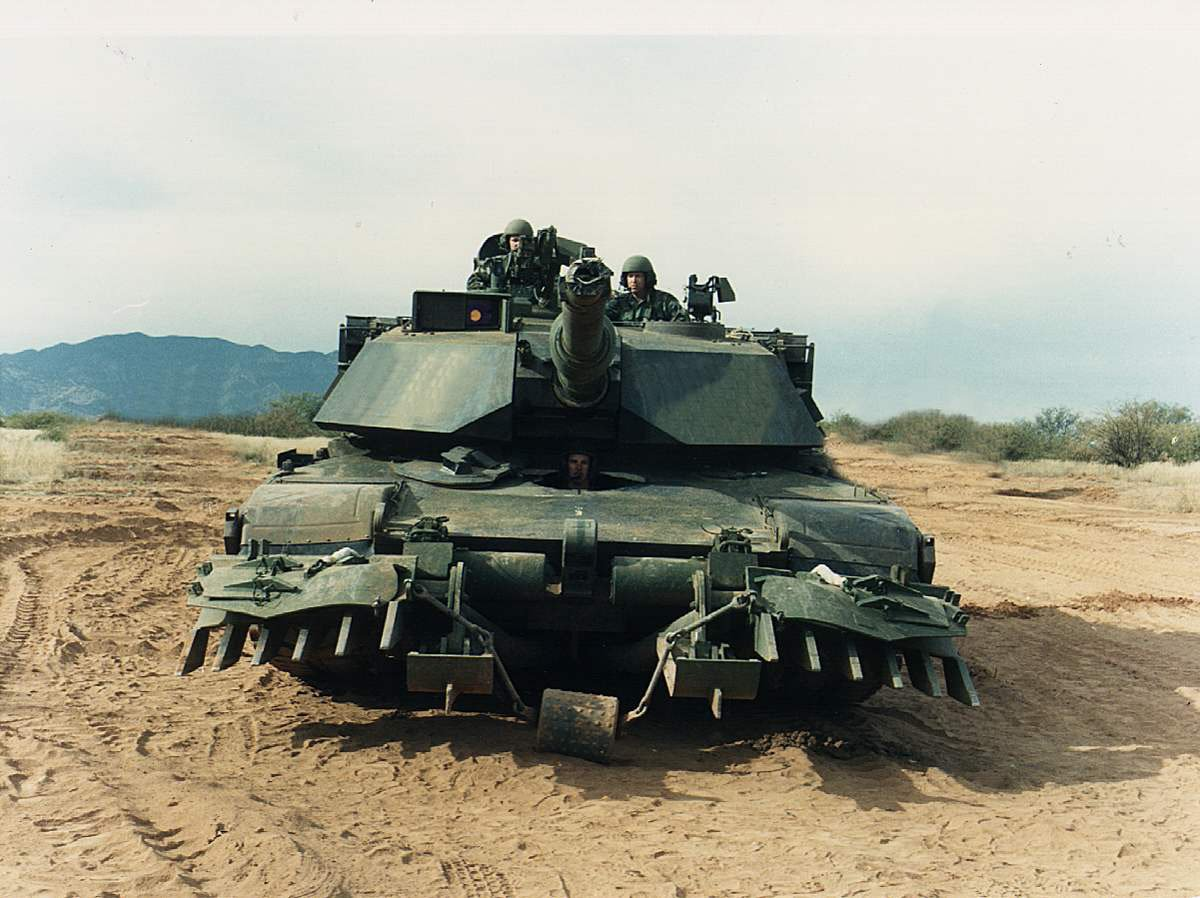
M1 Abrams với lưỡi cày quét mìn.

Đạn 120mm được sản xuất hầu như bằng tay theo những quy trình nghiêm ngặt, có rất nhiều khâu kiểm tra ở giữa những khâu chế tạo. Các khâu này kiểm tra được thực hiện bởi người hoặc máy, ví dụ như một loại máy giống máy X quang giúp kiểm tra từng vết nứt trên đáy viên đạn, hoặc đưa viên đạn vào buồng thử nghiệm mô phỏng viên đạn được đưa vào buồng phóng của pháo chính. Nếu viên đạn thất bại trong một kiểm tra quan trọng, toàn bộ công đọan có thể bị dừng lại cho đến khi tìm ra được sai sót. Mỗi lô đạn đều được lấy ra một viên để đưa đi bắn thử (Nguồn thông tin về sản xuất đạn này được viết vào năm 1998).
Đạn pháo chính 120mm của Mĩ là loại đạn bao gồm hai phần dính liền nhau là hệ thống phóng (bao gồm vỏ đạn loại có thể cháy được, phần đế làm từ kim loại là phần duy nhất còn lại trong pháo sau khi viên đạn được bắn đi, thuốc phóng đựng trong thiết bị chứa) và đầu đạn.
- APFSDS/ Armor Piercing Fin Stabilized Discarding Sabot/ Đạn xuyên giáp có cánh ổn định và vỏ tách rời(giảm cỡ nòng): Là loại đạn chống tăng chính của xe tăng Abram và hầu hết các loại xe tăng phương Tây. Sở dĩ đạn APFSDS được chọn là vì hầu hết các loại giáp tăng hiện đại đều có khả năng chống đạn động năng (Kinetic Energy/ KE: đạn tác dụng xuyên giáp bằng động năng, không có chất nổ trong đầu đạn) thấp hơn so với đạn hoá năng (Chemmical Energy/ CE: xuyên giáp bằng sức ép của chất nổ trong đầu đạn nổ lõm). Cùng một loại giáp, khả năng chống đạn KE có khi chỉ bằng một nửa so với CE (coi ví dụ ở các bảng trên). Đạn APFSDS có ba loại chính là loại có đầu xuyên (tạm dịch từ chữ "penetrator") làm từ thép cứng, bằng Tungsten (Wolfram) hoặc Urani nghèo (Depleted uranium/DU).

Trong đó loại đạn làm từ DU được quân đội Mĩ lựa chọn vì có ba ưu điểm lớn:
- Hiệu ứng tự cháy: DU là một kim loại nặng có tỉ trọng gấp 2,5 lần thép và rất dễ bốc cháy giống như Magnesi. Nhiệt độ khi đầu xuyên tiếp xúc với mục tiêu là khoảng 1132 độ C. Khi đầu xuyên đang trong giai đoạn xuyên qua giữa lớp giáp, cả đầu xuyên lẫn lớp giáp sẽ bị chảy ra một phần dưới nhiệt độ và áp suất cực lớn. Khi đầu xuyên đã xuyên qua lớp giáp, thì phần chưa bị nung chảy của đầu xuyên, những phần bị nung chảy và mảnh vỡ sẽ tuôn vào bên trong khoang xe. Nếu những phần này chạm tới chỗ chứa đạn hoặc nhiên liệu thì sẽ gây thiệt hại nặng cho cả xe lẫn tổ lái.
- Hiệu ứng tự làm nhọn: Khi xuyên giáp, đầu xuyên có thể bị gãy, nhưng phần đầu nhọn của mũi xuyên vẫn giữ được hình mũi tên trong khi ở mũi xuyên bằng thép, phần đầu nhọn sẽ bị biến dạng thành hình giống cây nấm. Vì thế, mũi xuyên DU tạo ra một lỗ nhỏ hơn, sâu hơn so với mũi xuyên bằng thép thông thường. Ngoài ra, mũi xuyên DU có thể làm giảm sức cản không khí, nên có tốc độ, độ chính xác cao hơn so với mũi xuyên bằng thép cùng loại.

Loại đạn APFSDS làm bằng tungsten cũng có 2 đặc điểm trên, tuy nhiên đạn DU có giá rất rẻ so với đạn tungsten, gần như là miễn phí đối với nước có nhiều nhà máy điện hạt nhân như Mỹ (do các nhà máy này thải ra khá nhiều Urani làm nghèo), do vậy Mỹ chọn trang bị loại đạn DU chứ không trang bị đạn tungsten.
Tuy nhiên, nhược điểm lớn nhất của đạn DU là nó rất độc hại, bởi bản thân nó có chứa chất phóng xạ uranium. Khi viên đạn chạm mục tiêu, phần lớn lượng DU bị oxy hóa thành các loại bụi, khí độc hại. DU bị nghi là tác nhân gây nên "Hội chứng vùng Vịnh" của nhiều cựu binh Mĩ từng tham gia chiến tranh vùng Vịnh lần nhất (1991). Trong cuộc chiến này, 85% binh sĩ Mĩ thú nhận từng lại gần các mục tiêu bị bắn phá bằng đạn DU. Trong cuộc chiến Balkan (Bosnia và Kosovo), binh sĩ NATO được khuyến cáo không nên sử dụng nước uống, thực phẩm địa phương, tránh xa các địa điểm bị bắn phá bằng đạn DU và không được nhặt các mảnh vở tình nghi là từ đạn DU.
Hiện nay, quân đội Mĩ sử dụng loại đạn M829 APFSDS-T DU (chữ "T" là viết tắt của "Tracer" - "vạch đường", viên đạn bắn ra có luồng sáng ở cuối đuôi giúp nhìn rõ đường đạn).
Các phiên bản:
- - M829: Phần hệ thống phóng giống như mô tả trên, phần đầu đạn bao gồm 4 vỏ tách rời (sabot) làm bằng nhôm, mỗi vỏ là một cung 90 độ, có rãnh bên trong để khít với đầu đạn con, một kíp nổ M125, một đầu đạn con(đầu xuyên) DU có sáu cánh ổn định ở cuối đuôi. Các vỏ tách rời còn có niêm nhựa silicon ở cuối đuôi để tránh rò rỉ khí.
  - M829A1: Mang kíp nổ M129, ba vỏ tách rời, mỗi vỏ 120 độ. Còn lại giống như M829. Loại đạn M829A1 đã được sử dụng rất thành công ở vùng Vịnh năm 1991. M829A1 được lính Mĩ đặt tên là "Viên đạn bạc" do lớp hợp kim nhôm bọc phần đầu xuyên có màu bạc.
  - M829A2: Là một trong những loại đạn xuyên giáp hữu hiệu nhất của xe tăng Abram. Đầu đạn của loại này bao gồm các vỏ sabot làm từ plastic gia cố với graphite được phân đoạn được giữ lại bằng một đai plastic sẽ tách ra khỏi đầu xuyên siêu DU (Super DU/ SDU). Một niêm bằng cao su tổng hợp được đổ khuôn vào phần cuối của tổ hợp các miếng sabot để ngăn không cho luồn hơi phóng thoát ra phái trước. Đạn M829A2, mặc dù sử dụng các thánh phần của đạn M829A1, nhưng đã được cải tiến kĩ thuật để tăng sức công phá so với loại đạn cũ. Tính năng của đạn M829A2 vẫn được giữ bí mật, nhưng được đảm bảo bởi các cải tiến mới. Những cải tiến bao gồm công đoạn sản xuất mới để tăng sự ổn định cấu trúc của đầu xuyên DU, sử dụng vật liệu composite cacbon-epoxy cho phần sabot(lần đầu tiên được sử dụng trên thế giới ở loại đạn cỡ lớn) và loại thuốc phóng mới giúp cho đạn M829A2 có sơ tốc tăng thêm 100 m/s so với loại A1. Loại đạn M829A2 được thiết kế để chống lại các loại giáp ERA tiên tiến như Kontakt-5 trên xe T-72B3 và T-90A của Nga.
  - M829A3: Là loại đạn xuyên giáp cải tiến, ra đời cuối thập niên 2000. Loại đạn này sử dụng nhiều thành phần chung với các phiên bản A1, A2, nhưng được tích hợp những tiến bộ khoa học mới để cung cấp khả năng chống tăng cao hơn đáng kể so với các loại đạn cũ.
  - M829A4: Là loại đạn xuyên giáp hiện đại và tốt nhất hiện nay của quân đội Mĩ. Loại đạn này được chế tạo để đối phó với các loại xe tăng tiên tiến như T-90AM của Nga. Trong 5 năm 2015-2019, quân đội Mỹ đã đặt mua 2.501 viên đạn loại này.
  - KEW: Là loại đạn APFSDS có đầu xuyên tungsten được Mĩ phát triển cho các đơn vị tăng Abram của Ai Cập. Mĩ không sử dụng loại đạn này.

Có các loại: KEW: 1996, KEW-A1: 2000, KEW-A2: 2003
- HEAT-MP-T/ High-explosive anti-tank Multi-Purpose Tracer/ Đạn chống tăng bằng chất nổ có sức công phá cao(nổ lõm), đa công năng, vạch đường: Là loại đạn được sử dụng để chống lại các loại thiết giáp hạng nhẹ, sườn và đuôi xe tăng, bộ binh, công sự....

Các phiên bản:
- - M830: Phần hệ thống phóng dùng kíp nổ M123A1. Đầu đạn bao gồm vỏ thép và chất nổ bao quanh dầu nổ lõm bằng đồng. Ngòi nổ của đầu đạn M830 được đặt ở phía cuối đầu đạn, một thanh dài cắm vào mũi đầu đạn. Thanh cắm này giúp đầu đạn phát nổ ở đúng khoảng cách thích hợp đã định so với mục tiêu bởi vì nếu nổ quá gần, luồng hơi vẫn chưa kịp tạo thành, nếu nổ quá xa, luồng hơi sẽ bị phân tán. Tuy vậy đầu đạn M830 vẫn có thể được kính nổ từ phần đầu của thanh cắm hay phần vai của đầu đạn, giúp viên đạn vẫn hoạt động ngay cả khi bắn vào hàng rào hay giáp lồng. Đạn M830 hiện không còn sản xuất, thay thế bởi loại M830A1.
  - M830A1: Có thêm tính năng chống trực thăng và chiến xa nhẹ có gắn ERA. Đầu đạn M830A1 bao gồm phần cánh ổn định, vỏ đầu đạn làm từ hợp kim chrome và thép, chất nổ, đầu nổ lỏm làm bằng đồng. Độc nhất so với các loại đạn HEAT khác, M830A1 được trang bị vỏ tách rời(sabot) vốn thường chỉ được trang bị cho các loại đạn động năng. Điều này giúp tăng tốc độ, độ chính xác và tầm bắn. Đạn M830A1 có thể dùng chế độ chạm nổ hoặc cảm biến nổ gần mục tiêu tuỳ theo nhiệm vụ. Khi chọn chế độ bắn trên không, đầu đạn sau khi bắn sẽ phụt ra một luồn khói đen khi cảm biến độ gần và ngòi nổ hoạt động, giúp tổ lái thấy được vị trí đầu đạn so với mục tiêu.
- HE-OR-T/High explosive obstacle reduction tracer/ Đạn chất nổ mạnh-phá vật cản-vạch đường: Là loại đạn dùng để dọn dẹp các vật cản, phá huỷ các công sự. M908: Đạn M908 bao gồm chất nổ mạnh và hệ thống ngòi nổ 3 tầng. Hệ thống ngòi nổ bao gồm ngòi đáy M774, các mạnh dẫn phức tạp và phần điều chỉnh chạm nổ phía trước. Khi tiếp xúc, đầu nhọn bằng thép sẽ xuyên vào mục tiêu, gởi tín hiệu đến ngòi M774. Điều này làm đầu đạn phát nổ. Sự xuyên phá của đầu thép giúp cho viên đạn chui vào bên trong mục tiêu trước khi phát nổ, làm tăng hiệu quả phá mục tiêu. Đạn M908 có cấu tạo giống đạn M830A1, cũng bao gồm phần sabot, nhưng thay phần cảm biến nổ gần trước đầu đạn M830A1 bằng một đầu nhọn bằng thép.

Đạn M908 đước chứng minh là hiệu quả hơn cả loại đạn 165mm M123A1 HEP của loại xe công binh chiến trường M728 (phiên bản của xe tăng M60). 
Đầu đạn M908 cũng có một đầu nổ lõm cho phép chống lại các loại thiết giáp.
- Canister: Là loại đạn dùng để chống lại bộ binh. M1028: đầu đạn chứa 1150 viên bi Tungsten, không có ngòi nổ. Là loại đạn công nghệ thấp, giá cả thấp.

Một viên đạn M1028 có thể tiêu diệt hơn 60% lính của một trung đội bộ binh ở trong đội hình. Giá: 2000$ (2009)
Trong trận chiến 73 Easting hồi chiến tranh vùng Vịnh lần 1 (1991), một chiếc xe tăng M1A1 đã bắn 3 phát đạn trong vòng 10s (tức nạp được 2 viên trong 10s), cả ba phát đều trúng mục tiêu. Tốc độ bắn tối đa của pháo chính 120mm trên M1 theo các nguồn khác nhau có thể đạt khoảng 6 phát/ phút. Tuy nhiên, con số này có thể thấp hơn khá nhiều do đạn được nạp bằng tay, vậy nên nếu xe di chuyển trên đường ghồ ghề hoặc lính nạp đạn bị mệt thì tốc độ bắn sẽ giảm đi nhiều.

## Lịch sử chiến đấu

### Chiến tranh vùng Vịnh lần thứ nhất
Chiến tranh vùng vịnh lần 1 là nơi đầu tiên thử lửa của xe tăng Abram. Trong cuộc chiến này, với sự hỗ trợ từ không quân, các lữ đoàn hạng nặng trang bị với xe tăng Abram và xe chiến đấu bộ binh Bradley quân đội Mĩ đã có một chiến thắng lớn trên bộ. Chỉ trong 100 giờ đồng hồ, lực lượng trên bộ của Liên quân đứng đầu là Mĩ đã quét sạch quân Iraq ra khỏi đất Kuwait. Trong khi không quân mất 43 ngày không kích với cường độ cao và tiêu diệt 50% lực lượng xe tăng Iraq, các đơn vị thiết giáp Mĩ mất trên 4 ngày để tiêu diệt thêm 25%.
Tổng cộng 1.848 xe tăng M1A1 Abrams đã được triển khai tới Ả-rập Xê-út để tham gia giải phóng Kuwait. Các xe tăng M1A1 Abrams (chế tạo năm 1988) chứng tỏ sự vượt trội hơn so với các xe tăng đời cũ là T-55 và T-62 của Iraq, cũng như T-72M (phiên bản T-72 bị cắt giảm tính năng) nhập khẩu từ Liên Xô và Ba Lan. Các xe tăng T-72M, giống như hầu hết các thiết kế dành cho xuất khẩu của Liên Xô, bị cắt bỏ hệ thống nhìn đêm kiểu cũ và các máy đo xa laser hiện đại (để tránh bị lộ công nghệ). Các xe tăng của Iraq chỉ có các hệ thống nhìn đêm đời cũ bằng đèn hồng ngoại (giống như của T-55 thập niên 1950) hoặc đèn pha (giống như T-34 thập niên 1940). Trong khi đó, M1A1 có khả năng bắn chính xác đối thủ ở phạm vi trên 2.500 mét vào ban ngày và trên 1.500 mét vào ban đêm. Do không có các thiết bị đo xa và kính nhìn đêm hiện đại, phạm vi bắn hiệu quả của các xe tăng của Iraq chỉ chưa tới 2.000 mét vào ban ngày và khoảng 400-500 mét vào ban đêm.. Ngoài ra, xe tăng của Iraq đã trải qua 10 năm chiến tranh với Iran trong điều kiện sa mạc khắc nghiệt, nhiều linh kiện trong xe đã bị hao mòn, độ tin cậy sụt giảm (đặc biệt là nòng pháo đã bị mài mòn đáng kể do bắn quá nhiều lần trong các trận đánh với Iran, khiến độ chính xác của phát bắn bị sụt giảm nghiêm trọng), nhưng do lệnh cấm vận nên Iraq không thể nhập khẩu linh kiện thay thế Điều này có nghĩa là xe tăng của Abrams có thể tấn công xe tăng của Iraq trước khi địch có thể bắn trả - một lợi thế quyết định trong các trận chiến đấu xe tăng kiểu này.
Cùng với đó, địa hình Iraq phần lớn là sa mạc trống trải, nên xe tăng của Iraq rất khó có thể ngụy trang để bất ngờ tập kích đối phương. Thêm vào đó, máy bay của không quân Mỹ thường phát hiện và dội bom phá nát đội hình chiến đấu của xe tăng Iraq, gây thiệt hại nặng trước khi họ kịp giao chiến với xe tăng Mỹ. Với một loạt những khó khăn cả chủ quan lẫn khách quan như vậy, không có gì bất ngờ khi xe tăng của Iraq thất bại trong phần lớn những trận đối đầu với xe tăng của Mỹ.

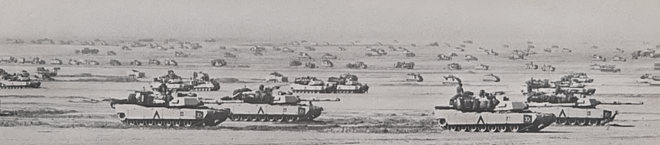
M1 của Sư đoàn thiết giáp số 3, năm 1991

Lực lượng xe tăng Iraq tuy khá đông về số lượng nhưng phần lớn là các loại xe đã lỗi thời như T-54/55 và T-62. Lực lượng Iraq chỉ huy động khoảng 300 xe T-72 là loại mới nhất của họ, tuy nhiên đây lại là phiên bản xuất khẩu T-72M bị cắt giảm đáng kể về tính năng (đạn xuyên giáp APFSDS kiểu 3BM-9 của T-72M là loại đạn cũ đã bị Liên Xô loại bỏ từ năm 1973, nó có sức xuyên phá chỉ bằng một nửa so với đạn APFSDS kiểu 3BM-44 của T-72B Liên Xô, vỏ giáp của T-72M cũng chỉ dày bằng 1/2 so với T-72B có trang bị ERA, T-72M cũng không có bộ đo xa laser và khả năng bắn tên lửa chống tăng). Tất cả xe tăng Iraq đều không có các thiết các thiết bị nhìn đêm kiểu mới, hệ thống định tầm laser, máy tính đạn đạo... như T-72B của Liên Xô. Lính tăng Iraq cũng ít kinh nghiệm huấn luyện nên họ không có khả năng tác chiến ở cự ly trên 2.000 mét, vào ban đêm thì xe tăng Iraq thậm chí không thể tác chiến ở cự ly trên 500 mét (trong khi T-72B của Liên Xô có thể tiêu diệt mục tiêu hiệu quả ở cự ly 4.000 mét vào ban ngày và 1.500 mét vào ban đêm). Trong khi đó, M1A1 Abram có thể bắt đầu tác chiến hiệu quả ở cự ly 2.500 mét vào ban ngày và khoảng 2.000 mét vào ban đêm. Ở đất nước có địa hình trống trải như Iraq, mọi xe tăng Iraq đều bị lộ rõ trên sa mạc, lại thêm không quân hỗ trợ trinh sát nên M1 Abrams luôn có thể "thấy trước - bắn trước" xe tăng Iraq, do vậy nó giành chiến thắng trong phần lớn các trận đấu tăng ở đây.
Một trận đấu tăng lớn điển hình là trận chiến 73 Easting. Đây là trận chiến giữa Trung đoàn Kị binh thiết giáp số 2 (2nd Armored Cavalry regiment/ 2nd ACR) của Mĩ với Sư đoàn Tawakalna (vệ binh cộng hoà) của Iraq trên một khu vực sa mạc bình thường. Di chuyển trong một trận bão cát, không có không quân yểm trợ, ACR được lệnh truy tìm và đánh bại các lực lượng đối phương, xác định vị trí và mở rộng tuyến phòng thủ và chuẩn bị cho các đơn vị hạng nặng phía sau tấn công. Vào khoảng 4 giờ chiều ngày 26 tháng 2, đại đội đi đầu của ACR, dưới sự chỉ huy của Đại uý H. R McMaster đã tiếp cận với vị trí chính của quân Iraq. Trong trận này, phía Iraq đã chôn ngầm các xe tăng của họ dưới cát, chỉ lộ tháp pháo phía sau một dải đồi cát để phục kích quân Mỹ. Thế nhưng quân Iraq không có bất cứ một đơn vị trinh sát nào được cử đi thám thính, cũng không có các đội cảnh giới. Các lính xe tăng Iraq đã bỏ xe và trốn nắng trong các boong-ke dựng bằng bao cát với nhau. Do đó, khi xe tăng Mỹ tấn công, quân Iraq hoàn toàn bị bất ngờ. Thực hiện tấn công bất ngờ, lực lượng của Macmaster bao gồm 9 xe tăng M1A1 Abram và 12 xe chiến đấu kị binh M3 Bradley sau đó đã tiêu diệt dải phòng thủ của Iraq, bắn trúng 28 xe tăng và 16 xe thiết giáp của Iraq trong vòng 40 phút. Các đơn vị Mĩ theo sau cũng chiến đấu tương tự. Nhiều xe tăng Iraq bị phá hủy khi họ đang cố gắng khởi động máy và quay nòng pháo chứ chưa kịp bắn trả. Trước khi dừng lại để tập hợp lại vào khoảng 5 giờ, 3 đại đội trinh sát Mĩ đã quét sạch một lữ đoàn Vệ binh cộng hoà. Phía Iraq có 85 xe tăng và xe thiết giáp bị phá huỷ, trong khi chỉ có một chiếc Bradley bị trúng đạn, một thành viên tổ lái thiệt mạng (một chiếc khác Bradley bị hạ vì hoả lực Mĩ bắn nhầm). Khoảng 600 lính Iraq bị loại khỏi vòng chiến.
Những cuộc giao tranh khác cũng có kết quả tương tự. Trận chiến Medina Ridge, thực hiện bởi Sư đoàn thiết giáp số 1 và số 3 (Mĩ). gồm 3.000 xe các loại (bao gồm 348 xe M1A1 Abrams) chống lại Lữ đoàn 2 của Sư đoàn Medina Luminous (Iraq) bao gồm khoảng 250 xe tăng (khoảng 1/3 là T-72M, còn lại là Type 69 của Trung Quốc). Trong vòng 40 phút, Mĩ đã tiêu diệt các đơn vị thiết giáp Iraq có mặt, phá hủy 186 xe tăng và xe bọc thép (trong đó 38 xe tăng là do không quân phá hủy) và bắt sống 839 tù binh. Phía Mỹ chỉ bị tổn thất 4 xe M1A1 Abrams, 2 xe thiết giáp Bradley, 4 xe Humvee, 1 máy bay cường kích A-10 Thunderbolt và 2 trực thăng AH-64 Apache bị bắn rơi. Tại Mục tiêu Norfolk (Objective Norfolk), hai tiểu đoàn của Sư đoàn bộ binh số 1(Mĩ) phá huỷ hơn 100 xe thiết giáp của Sư đoàn Twakalna và Sư đoàn thiết giáp số 12 với thiệt hại chỉ có 2 chiếc Bradley do hoả lực địch (thiệt hại tổng cộng là l5 chiếc Abram và 5 Bradley). Trong cuộc chiến Wadi Al Batin, một tiểu đoàn của Sư đoàn thiết giáp số 3 (Mĩ) quét sạch một lữ đoàn Iraq, tiêu diệt hơn 160 xe thiết giáp trong khi chỉ bị thiệt hại 6 xe.
Vào buổi sáng ngày 27 tháng 2, lực lượng Iraq đã bị quét sạch. Quân đoàn VII của Mĩ tuyên bố đã tiêu diệt tổng cộng 1.350 xe tăng Iraq, 1.224 xe thiết giáp, 285 khẩu pháo, 105 hệ thống phòng không và 1.229 xe tải. Về phần mình, Quân đoàn VII thiệt hại 36 xe thiết giáp vì hoả lực đối phương (khoảng 30 chiếc khác bị thiệt hại do bắn nhầm), 47 binh sĩ thiệt mạng và 129 người bị thương.
Trong các sự cố bị bắn nhầm bởi hỏa lực đồng minh, phần giáp phía trước và phần giáp bên hông tháp pháo đã chịu được việc bị bắn trực tiếp đạn APFSDS (viết tắt của Armour Piercing Fin Stabilised Discarding Sabot - tạm dịch là đạn xuyên có guốc giảm cỡ nòng ổn định cánh đuôi) bởi các xe M1 Abram khác. Ngoại trừ trường hợp đối với bộ giáp bên trong thân xe và giáp sau của tháp pháo, vì cả hai khu vực này đều bị thâm nhập ít nhất hai lần bởi các cuộc tấn công không chủ ý bởi đạn uranium nghèo trong trận Norfolk.

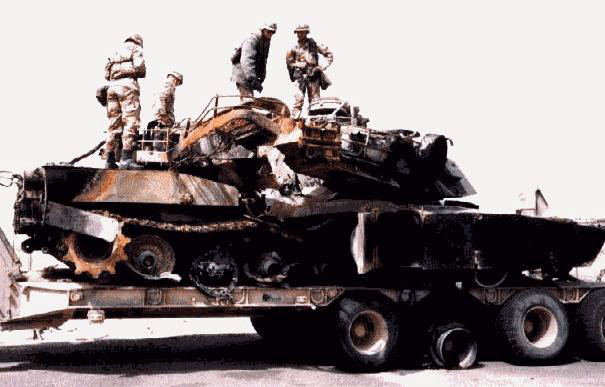
Một chiếc M1A1 bị phá hủy tại Iraq, ngày 26/2/1991

Trong cuộc chiến vùng vịnh năm 1991, tổng cộng có 23 chiếc M1A1 đã bị hư hỏng hoặc bị phá hủy trong chiến tranh. Trong số chín chiếc xe tăng Abrams bị phá hủy, bảy chiếc đã bị phá hủy bởi hỏa lực đồng minh bắn nhầm, và hai chiếc đã bị phá huỷ một cách có chủ ý để tránh bị rơi vào tay quân đội Iraq sau khi bị hư hỏng. Một số khác bị thiệt hại nhỏ trong chiến đấu, ít ảnh hưởng đến sự sẵn sàng hoạt động của họ. Rất ít xe tăng M1 đã bị trúng đạn của địch, không có tử vong và chỉ một số ít người bị thương.
Thiệt hại nặng nề nhất đối với một chiếc xe tăng Abram trong cả cuộc chiến có lẽ là của một chiếc Abram trong trận chiến Norfolk vào sáng sớm ngày 27 tháng 2. Chiếc Bumper B-66 bị trúng 3 viên đạn 120mm DU, một viên trúng vào dưới tháp pháo làm cho xạ thủ bị thương (và chết sau đó) khi chiếc B-66 này di chuyển chệch khỏi đại đội (có thể là nguyên nhân dẫn đến việc bắn nhầm). không có viên đạn nào bắn vào các tấm giáp DU của xe. Ảnh hưởng của viên đạn thứ nhất khiến cho xa trưởng bị văng ra khỏi xe và chịu nhiều mảnh vở vào chân. Người nạp đạn sau đó cố gắng đưa xạ thủ ra khỏi xe thì viên đạn thứ hai trúng tiếp, làm phỏng cả người nạp đạn và lái xe. Người lái xe, bị bao phủ bởi dầu diesel từ bình xăng bị vỡ, vẫn ở trong xe khi các bình khí chữa cháy halon bắt đầu xả. Bị phỏng và gần như bị mù, anh ta chạy ra xa khỏi xe và được chiếc B-23 đón. Chiếc B-66 bắt đầu bốc cháy và phát nổ sau đó. Cũng trong trận chiến Norfolk này, còn có 4 chiếc Abram khác bị trúng đạn của Mĩ nhưng không có thiệt mạng nhân sự, một chiếc bị trúng đạn 120mm DU vào mặt nghiêng thân trước khi xe đang mang lưỡi cày mìn, chiếc còn lại bị trúng đạn 120mm DU vào phần thân trái, một chiếc bị trúng mảnh vỡ của đạn 120mm DU vào sườn, một chiếc bị trúng tên lửa chống tăng(có thể là từ xe Bradley) vào khoang động cơ.
Tuy nhiên, trong ngày 26 trước đó, cũng có một chiếc Abram bị trúng một viên 120mm DU từ phía sau nhưng không có ai bị thương. Một quả tên lửa chống tăng khác cũng bắn vào phía sau tháp pháo chiếc tăng này sau khi tổ lái đã được di tản, khiến cho các túi, ba lô trên máng để hàng bị cháy nhưng không gây ra thiệt hại nào trong tháp pháo. Chiếc xe này sau đó được lực lượng Mĩ thu hồi lại vào ngày 4 tháng 3 năm 1991.
Theo Victor Suvorov, một thành viên cục quân báo Liên Xô về sau đào ngũ sang phương Tây, thì tuy giành thành tích cao trong chiến tranh Vùng Vịnh lần 1 nhưng năng lực chiến đấu của M1 đã bị thổi phồng quá mức. Một phần vì quân đội Mỹ có ưu thế về không quân đã giúp lực lượng mặt đất của họ tiêu diệt hiệu quả các vị trí của đối phương. Một phần khác, những vũ khí mà Liên Xô xuất khẩu cho Iraq chỉ là những phiên bản "thấp kém" (monkey model), có chất lượng kém hơn nhiều hàng nội địa. Như những chiếc T-72M mà quân đội Iraq dùng chỉ có vỏ giáp bằng 1/2 phiên bản gốc (T-72A/B) của Liên Xô

### Chiến tranh vùng Vịnh lần thứ hai

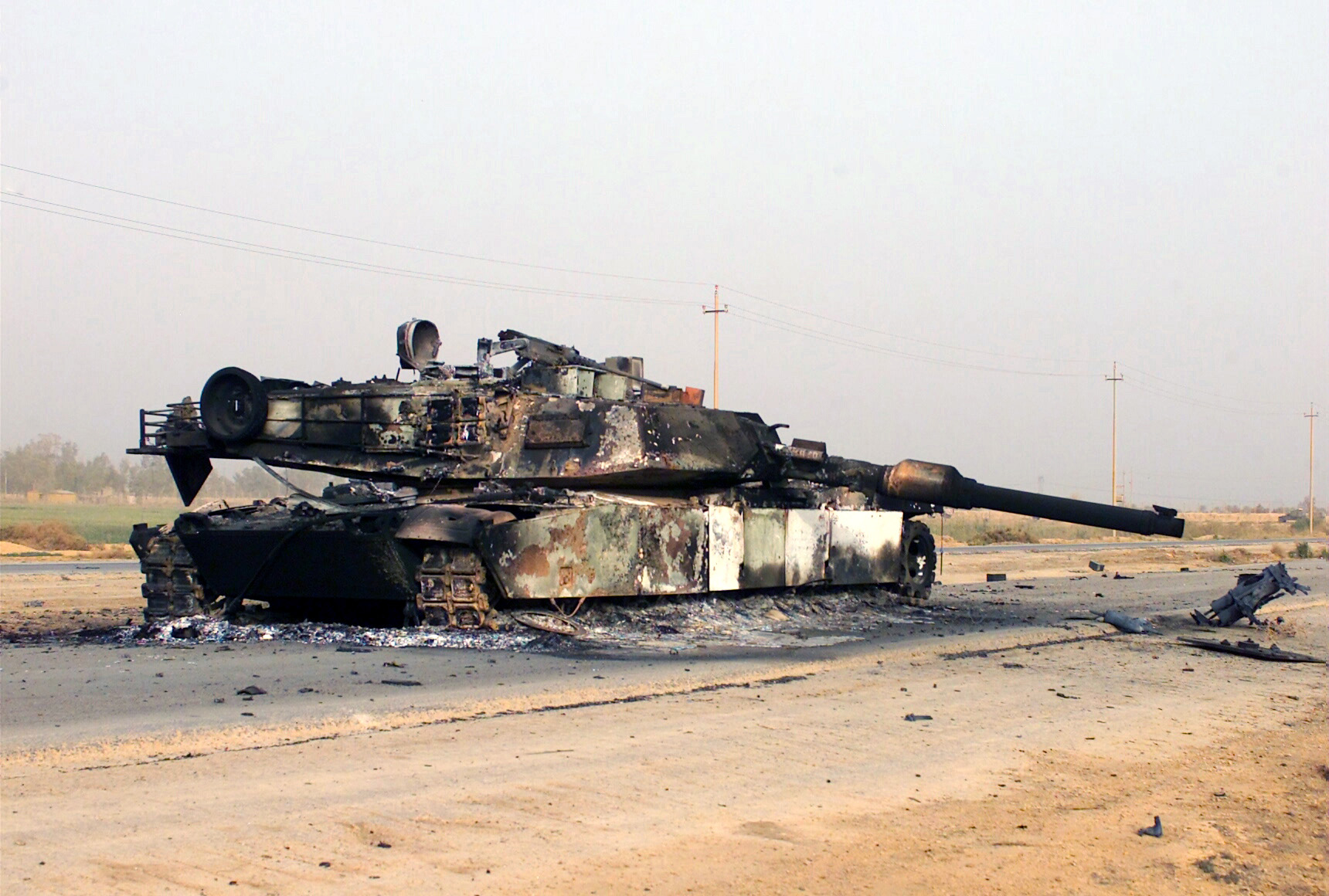
Một chiếc M1 bị phá hủy tại Iraq, ngày 6/4/2003

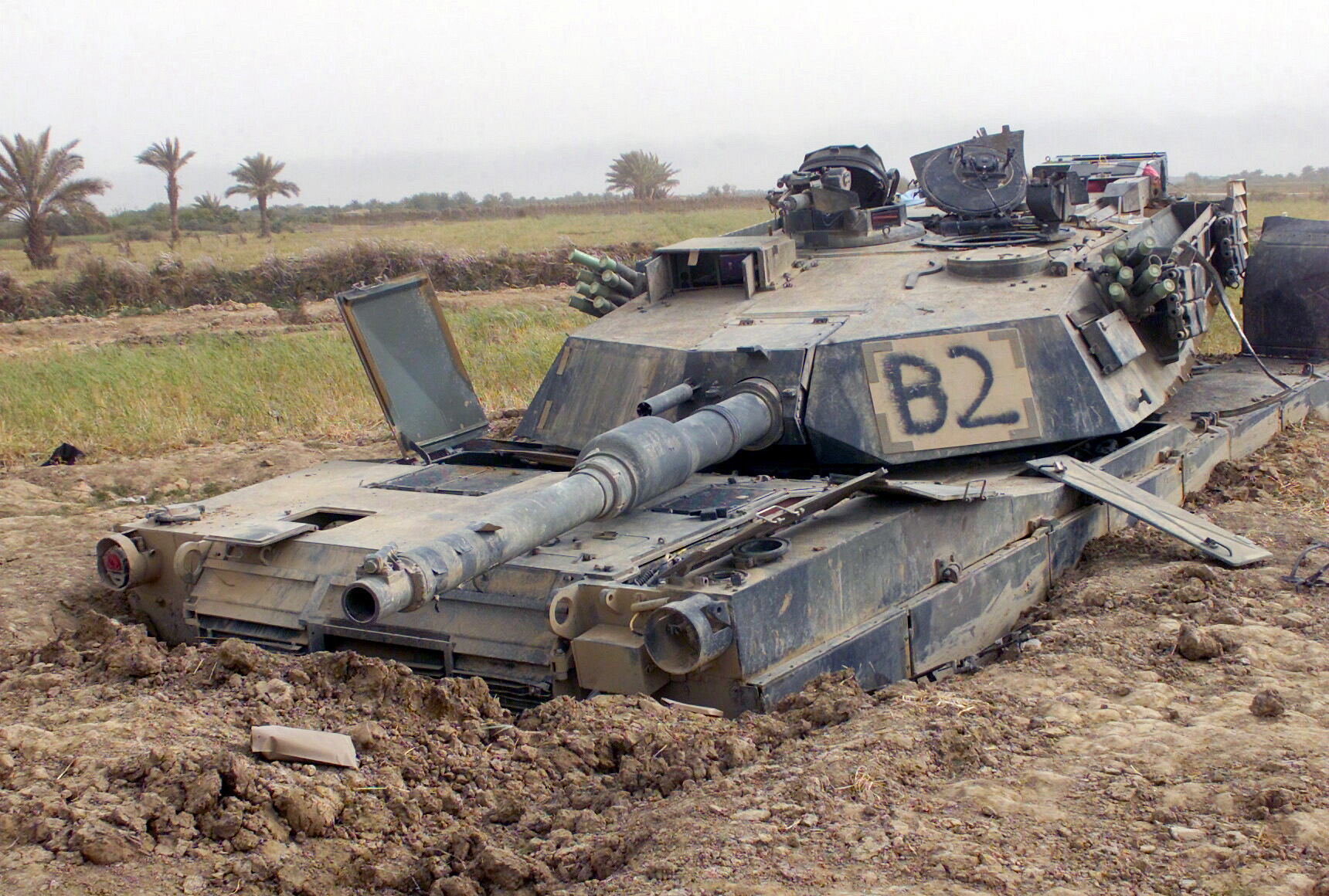
Một chiếc M1 bị phá hủy tại Iraq năm 2003

Trong trận chiến này, xe tăng Abram không có cơ hội tham gia các trận đấu tăng lớn, thay vào đó M1 lại gặp phải lực lượng du kích nổi dậy trang bị vũ khí chống tăng bộ binh như RPG-7. Số lượng M1 bị mất do chiến thuật du kích của quân nổi dậy cao hơn rất nhiều.
Các lực lượng du kích Iraq đã tìm ra điểm yếu của loại tăng này và tấn công vào chúng với các loại bom tự tạo rẻ tiền và dễ chế tạo, cũng như các khẩu RPG-7, RPG-29 có khả năng xuyên giáp phản ứng nổ và giáp hỗn hợp của M1, khiến cho một lượng lớn xe tăng này bị hỏng và phá hủy tiếp sau khi kết thúc cuộc chiến. Tới khoảng tháng 3 năm 2005, tức là sau 2 năm, đã có 17 xe tăng Abram bị phá hủy hoàn toàn và 63 xe khác bị hỏng nặng do hoả lực đối phương, chủ yếu bởi mìn và súng chống tăng cá nhân (RPG-7). Tới tháng 3 năm 2006, tức là sau 3 năm, đã có trên 100 xe tăng M1 bị phá huỷ hoàn toàn, hơn 530 chiếc khác bị hư hại nặng và phải đưa trở về nhà máy ở Mỹ để sửa chữa (trung bình cứ 2 ngày lại có 1 chiếc M1 Abrams bị hỏng nặng, 10 ngày thì có 1 chiếc bị phá hủy).
Cuộc chiến lần 2 đã đánh dấu lần đầu tiên có thiệt mạng trong xe tăng Abram do hoả lực đối phương. Trận đánh đột kích của Mỹ vào sân bay Baghdad, Iraq năm 2003 bị thất bại đã chứng tỏ, M1 Abram vẫn có nhiều điểm dễ bị tổn thương trước súng chống tăng, ngay cả với loại đời cũ như RPG-7. M1 Abram không hề có giáp phản ứng nổ và hệ thống phòng vệ chủ động, lớp giáp hợp kim uranium thì chỉ có ở mặt trước xe, do đó lớp giáp 2 bên hông xe khá mỏng, súng chống tăng đời cũ vẫn đủ sức bắn hạ nó nếu nhắm vào hông xe. Có một số chiếc M1 Abrams đã bị bộ binh Iraq dùng RPG-7 bắn vào hông, gây kích nổ khoang đạn hoặc làm cháy thùng nhiên liệu, khiến xe bị phá hủy hoàn toàn.
Cũng trong cuộc chiến này, đã có 1 chiếc M1 bị vô hiệu hóa do bị bắn cháy động cơ bởi đạn AP cỡ 25mm bắn nhầm từ 1 chiếc xe thiết giáp M2 Bradley.
Ngày 29 tháng 10 năm 2003, một chiếc Abram đã trúng một khối mìn chống tăng được tăng cường với chất nổ (khoảng 500 kg, bao gồm nhiều viên đạn 155mm). Quả mìn nổ dưới xe này khiến 2 thành viên tổ lái thiệt mạng, làm bị thương người thứ 3 và bật tháp pháo. Ngày 25 tháng 12 năm 2005, một chiếc M1A1 bị vô hiệu hoá bởi một quả mìn nổ lõm tự chế. Quả mìn này đâm xuyên qua một bánh đi đường và đâm vào khoang nhiên liệu khiến xe bị cháy gần trung tâm Baghdad. Một thành viên tổ lái thiệt mạng. Ngày 4 tháng 4 năm 2005, 2 thành viên tổ lái thiệt mạng khi một quả mìn tự chế nổ gần xe của họ. Một chiếc tăng khác của lực lượng lính thủy đánh bộ cũng bị rơi xuống sông Euphrates khi đang băng qua cầu. Cây cầu bị sập làm 4 lính thủy chết đuối.
Một số xe tăng của Abrams không thể tiếp tục chiến đấu do mất khả năng di chuyển hoặc do các tình huống khác đã bị phá hủy bởi chính các lực lượng đồng minh, thông thường là của các xe tăng Abrams khác, để ngăn chặn việc những chiếc xe này rơi vào tay kẻ thù.. M1 Abrams cũng cho thấy tính dễ bị tổn thương khi chiến đấu trong môi trường đô thị kín. Một số xe tăng Abrams đã bị lính bộ binh Iraq vô hiệu hóa bởi các cuộc phục kích trong cuộc chiến. Một số binh lính đã sử dụng tên lửa chống tăng trong tầm bắn ngắn và bắn vào xích xe, phía sau xe và trên nóc xe. Những chiếc xe tăng khác đã bị bốc cháy động cơ khi nhiên liệu dễ cháy được lưu trữ phía sau tháp pháo đã bị bắn trúng bởi hỏa lực đối phương, bốc cháy và đổ vào khoang động cơ.. Dù vậy phần lớn các xe tăng Abrams bị hư hại sau cuộc xâm lược Iraq là do các thiết bị nổ IED gây ra..
Động cơ turbine của M1 cũng tỏ ra dễ bị hư hỏng trong điều kiện sa mạc tại Iraq: riêng trong năm 2007, khoảng 1.400 bộ động cơ của M1 đã bị hư hỏng và phải gửi về Mỹ để đại tu

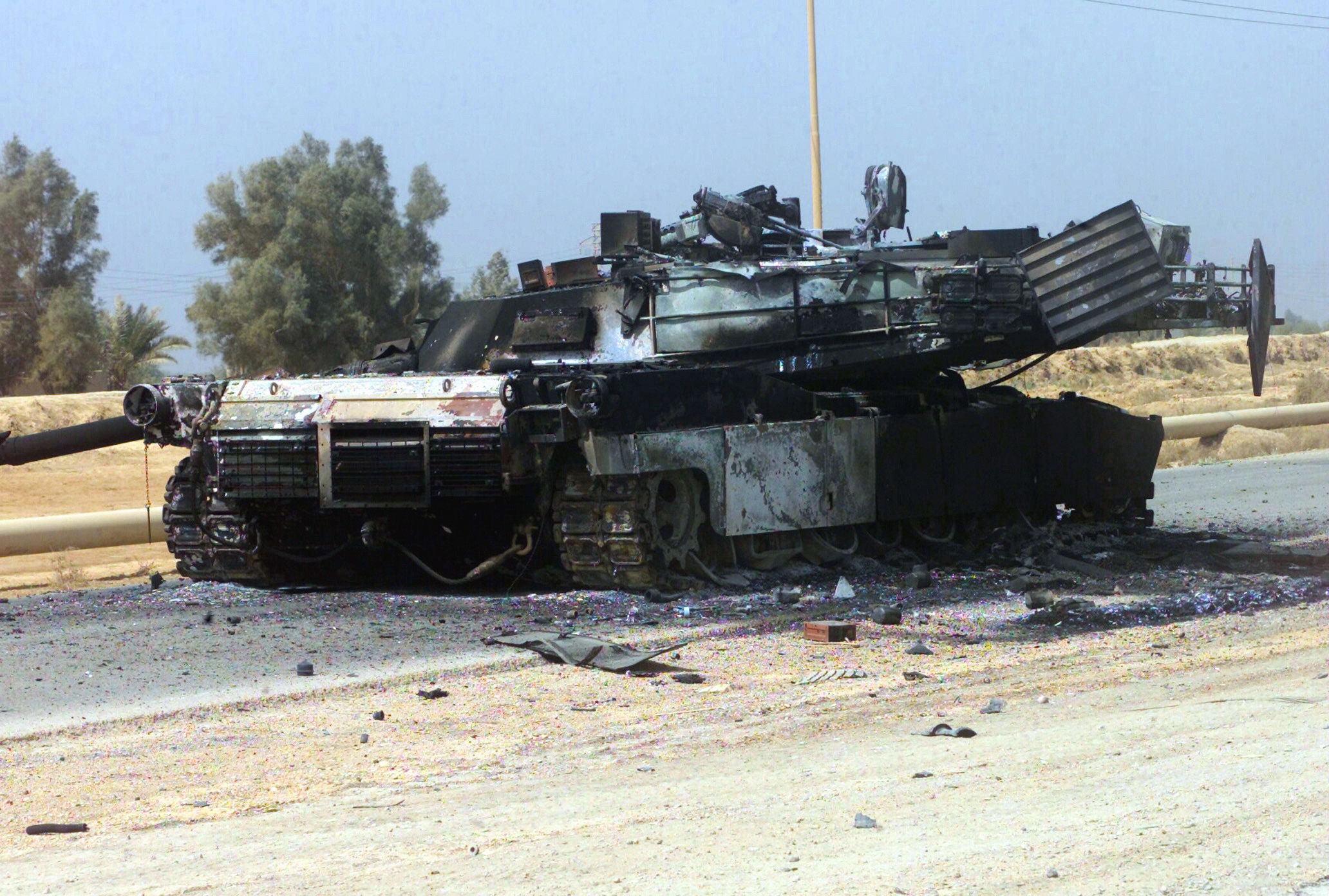
Một chiếc M1 bị phá hủy sau một trận đọ súng tại Iraq năm 2006

Sự xuất hiện của súng chống tăng kiểu mới RPG-29 trong tay quân nổi dậy đã tạo ra nguy cơ lớn đối với M1. Năm 2008, hãng tin New York Times tiết lộ, một chiếc M1A2 của Thủy quân lục chiến Mỹ tại Iraq đã bị tiêu diệt bởi một khẩu RPG-29. Năm 2011, tài liệu mật của Mỹ do WikiLeaks tiết lộ cho biết thêm: ngày 05 tháng 8 năm 2007, một phát bắn từ RPG-29 đánh trúng 1 chiếc M1 Abrams ở phía sau thân xe khiến 3 lính tăng bị thương. Ngày 05 tháng 9 năm 2007, một phát RPG-29 bắn trúng mặt bên tháp pháo của một chiếc xe tăng M1 Abrams ở Baghdad, khiến 2 lính tăng chết và 1 bị thương, các xe tăng trúng đạn đều bị hư hại nghiêm trọng.
Từ năm 2010 đến năm 2012, Hoa Kỳ đã cung cấp 146 xe tăng M1A1 Abrams được tân trang lại cho Iraq. Năm 2014, lực lượng Nhà nước Hồi giáo Iraq và Levant (ISIL) đã mở chiến dịch tấn công tại Iraq và chỉ sau 3 tháng đã chiếm một nửa Iraq. Quân đội Iraq có trong tay 146 chiếc M1A1 Abram (phiên bản cải tiến từ M1A1) trang bị cho 6 tiểu đoàn xe tăng, nhưng lực lượng xe tăng này đã bị phá hủy hàng loạt do kỹ năng chiến đấu thấp của các tổ lái Iraq, cũng như khả năng phòng vệ kém của xe. Các xe tăng M1A1 của Iraq không có giáp uranium, không có giáp phản ứng nổ ERA (Explosive Reactive Armor) và cũng không có bảo vệ bổ sung chống lại các tên lửa chống tăng. Sau nửa năm chiến đấu, đến cuối năm 2014, quân đội Iraq chỉ còn lại 40 chiếc M1 Abrams có thể sử dụng Ngay sau đó, Bộ Ngoại giao Hoa Kỳ đã thông qua việc bán 175 chiếc M1 Abrams khác cho Iraq để thay thế cho số xe tăng bị mất
Kết quả chiến đấu kém của xe tăng M1 Abrams đã gây ra nỗi thất vọng lớn cho lục quân Iraq. Hàng trăm xe tăng được Mỹ tự phong là "số 1 thế giới" đã bị thiêu trụi ở khắp các chiến trường ở Trung Đông, mà lại bởi các vũ khí chống tăng đời cũ của Liên Xô/Nga. Trước những thành công của xe tăng T-90 do Nga chế tạo tại mặt trận Syria, Iraq đã quyết định chuyển sang mua xe tăng của Nga Năm 2017, Iraq đã mua khoảng 200 xe tăng T-90MS để tăng cường cho lục quân nước này.

### Chiến tranh Nga-Ucraina
Năm 2022, Mỹ viện trợ cho Ucraina 31 xe tăng M1A1 để chống lại quân đội Nga. Tuy nhiên, với số lượng khá ít lại phải đối đầu với một đội quân có hỏa lực mạnh như Nga, số M1 này không thể hiện được gì nhiều và liên tục bị phá hủy.
Ngày 24/2/2024, chiếc M1 đầu tiên được quay khi xuất hiện ở tiền tuyến. Hai ngày sau, ngày 26/2, chiếc M1 đầu tiên bị quân Nga phá hủy. Chiếc M1 này bị tiêu diệt bởi 1 chiếc FPV cỡ nhỏ Piranha được gắn đầu đạn của súng chống tăng RPG-7. Đến đầu tháng 3/2024, đã có 3 xe tăng M1 bị Nga phá hủy gần Avdiivka.
Ngày 6/3/2024, quân Nga công bố video cho thấy xe tăng T-72B3 của họ phóng tên lửa chống tăng tiêu diệt một chiếc M1. Đây là lần đầu tiên một tổ lái xe tăng Nga đã tiêu diệt một xe tăng do Mỹ chế tạo trong thực chiến (xe tăng Nga và Mỹ đã giao chiến nhiều lần trong lịch sử, nhưng xe tăng Nga trong các cuộc chiến đó đều do tổ lái các nước khác điều khiển chứ không phải tổ lái của Nga).

### Các cuộc xung đột khác
Năm 2015, quân đội Ả Rập Saudi cũng sử dụng nhiều chiếc M1 để tấn công lực lượng Houthi ở Yemen, nhưng chiến dịch đã thất bại. Quân đội Ả Rập Saudi có trong tay 440 chiếc M1 Abrams, tất cả đã được nâng cấp lên phiên bản M1A2S, theo nhà sản xuất thì M1A2S là phiên bản hiện đại hóa, áp dụng các công nghệ của phiên bản M1A2 SEP hiện đại mà quân đội Mỹ sử dụng), tức là có bao gồm cả lớp giáp hợp kim uranium. Tuy nhiên, nhiều chiếc M1A2S đã bị phá hủy bởi quân Houthi ở Yemen. M1A2 chỉ có lớp giáp hợp kim uranium ở mặt trước xe, do đó nếu bị bắn vào 2 bên hông thì xe vẫn rất khó sống sót. Nhiều chiếc M1A2S đã bị phá hủy bởi quân Houthi ở Yemen, trong đó có những chiếc đã bị quân Houthi bắn hạ bởi những loại vũ khí chống tăng từ thời Liên Xô cũ như 9K111 Fagot (AT-4 Spigot). Không rõ số lượng tổn thất cụ thể, nhưng đến tháng 8/2016, Ả Rập Saudi đã mua thêm 153 chiếc M1 Abrams, 20 chiếc trong số đó để thay thế cho những xe bị mất khi chiến đấu
Trong khi xe tăng T-90A của Nga trang bị cho Quân đội Syria an toàn trước tên lửa chống tăng BGM-71 TOW (phiên bản TOW-2A) do Mỹ sản xuất thì M1 Abrams lại bị phá hủy hàng loạt bởi tên lửa chống tăng. Khi tên lửa chống tăng đánh trúng chiếc xe tăng M1 Abrams, đạn dược trong xe bị kích nổ đã tạo nên vụ nổ khủng khiếp phá hủy hoàn toàn chiếc xe tăng.
Theo nhận định của một số chuyên gia, việc xe tăng M1 Abrams dễ dàng bị bắn hạ hàng loạt ở Iraq và Yemen là do kỹ năng thấp của các binh sĩ nước này cũng như khả năng phòng vệ kém của bản thân M1 Abrams: Xe không có các thiết bị phòng thủ chủ động như loại T-90 của Nga, lớp giáp hợp kim uranium thì chỉ có ở mặt trước xe, cũng không có giáp phản ứng nổ để bảo vệ sườn xe, do đó giáp hông của M1 Abrams là khá yếu. Tháp pháo lớn và dài do khoang chứa đạn ở sau tháp pháo đã trở thành điểm yếu chết người của M1 Abrams: lớp giáp ở đây khá mỏng, trong khi kích thước lại lớn khiến xe dễ bị nhắm bắn. Có những trường hợp M1 Abram bị bắn trúng sườn tháp pháo, khiến cơ số đạn trong khoang chứa đạn bị kích nổ kinh hoàng, cơ hội sống sót của kíp xe trong tình huống này gần như không còn.
Chuyên gia quân sự Nga Andrei Koshkin cho rằng: "Hoạt động quảng bá và truyền thông mạnh mẽ của phương Tây đã thổi phồng năng lực thực tế của M1 Abrams, nhưng thực tế chiến đấu trên chiến trường có sức thuyết phục còn lớn hơn. Thực tế cho thấy M1 Abrams đã nhiều lần bị bắn cháy bằng súng phóng lựu hoặc tên lửa chống tăng được phát triển từ những năm 1970, trong khi đã có những chiếc T-90 của Nga trúng vài phát đạn vũ khí chống tăng nhưng vẫn sống sót và kíp điều khiển không hề hấn gì. Điều này khiến nhiều quốc gia Trung Đông như Iraq, Kuwait... không tiếp tục mua M1 mà chuyển sang mua xe tăng T-90 của Nga. Theo báo Quân đội nhân dân, Andrei Koshkin cho rằng: "Mỹ luôn quảng cáo xe tăng M1 Abrams là dòng xe tăng hiệu quả tác chiến nhất thế giới, nhưng thực tế chiến trường mấy năm trở lại đây tại Iraq đã chỉ ra, xe tăng Mỹ dễ tổn thương và hiệu quả tác chiến thấp. Chính thực tế chiến trường đã chứng minh xe tăng Nga (T-90) có hiệu quả hơn hẳn xe tăng của các quốc gia khác. Điều này cũng giải thích tại sao xe tăng Nga đang được rất nhiều quốc gia Cận Đông quan tâm và đặt mua".
Theo Tạp chí quốc phòng thế giới (Global Security), kết quả chiến trường đã cho thấy M1 Abrams kém hơn nhiều trong việc bảo vệ chống lại tên lửa chống tăng so với xe tăng T-90 của Nga, khi mà chiếc M1 Abrams của Ả rập Saudi đã bị phá hủy bởi lực lượng dân quân Houthi ở Yemen bằng tên lửa lỗi thời như 9K111 Fagot.

## Biến thể và nâng cấp
- XM815, XM1: Nguyên mẫu thử nghiệm.
- M1: Sản xuất: 1980-1985. Là phiên bản sản xuất đầu tiên. Có các tính năng: Giáp Chobham, Hệ thống treo tiên tiến(thanh xoắn và thiết bị giảm xốc xoay, Hệ thống ổn định pháo, pháo bằng thủy lực, Máy tính đạn đạo điện tử, Thiết bị xác định khoảng cách bằng laser, Thiết bị hồng ngoại quan sát đêm.
- IPM1: Sản xuất: 1984-1986. Là phiên bản nâng cấp khả năng thể hiện của M1 (improved perfomance M1/IPM1). Các nâng cấp bao gồm: nâng cấp giáp, chỗ chứa hàng bên ngoài, nâng cấp hệ thống treo.
- M1A1: Sản xuất: 1985-1993. Có các nâng cấp: Pháo 120mm, Giáp nâng cấp, Hệ thống chống NBC bằng áp suất, hệ thống báo động sóng radio, thiết bị phát hiện háo chất, tổ lái được bảo vệ riêng với áo và mắc nạ đạc biệt, Thiết bị quan sát hồng ngoại độc lập cho xa trưởng (CITV/ commander independent thermal viewer), Hệ thống phát hiện sự cố, Thiết bị lội nước sâu (DWFK/Deep water fording kit) cho phép xe lội nước sâu 2m (xe tăng của USMC), Hệ thống báo cáo vị trí (PLRS/Position location reporting system), Bộ điều khiển điện tử (DECU/Digital electronic control unit) (giúp giảm tiêu thụ nhiên liệu), Hệ thống liên lạc radio địa/ không 1 kênh (SINGCARS/ single channel ground/ air radio systerm)
- M1A1 HA/ HC: Sản xuất: 1988-1991. Phiên bản heavy armor/ heavy common được tăng cường thêm giáp uranium nghèo (DU) trước tháp pháo. Giáp tháp pháo của M1A1 HA mạnh gần 2 lần giáp của M1 nguyên bản.
- M1A1 D: Sản xuất: 1999-2001. Là phiên bản nâng cấp digital của M1A1 giúp tăng cường khả năng cảnh giác tình huống và chỉ định mục tiêu từ xa. Các nânng cấp của M1A1 D bao gồm: Gói nâng cấp chỉ huy và điều khiển rời:
  - A-kit: Nâng cấp bảng điều khiển của xa trưởng (UTCP/ upgraded tank commander's panel) với các phần cứng ngoại vi. (8.000 $/ 2009)
  - B-kit: Màn hình và bàn phím rời.(34.000 $/ năm 2005)
  - C kit: Cung cấp khả năng chỉ định mục tiêu từ xa nhờ module North Finding và bộ giao diện điện tử để xử lý thông tin thô đến các card rời. (52.000 $/ 2005).
- M1A1 AIM: Sản xuất: 1999-2006. Chương trình Abram Intergrated Managerment cho thế kỉ XXI (AIM XXI) thực hiện khi quân đội Mĩ đại tu các lực lượng tăng của mình để giảm chi phí hoạt động và bảo dưỡng. M1A1 AIM không phải là tăng sản xuất mới mà là các xe tăng M1 cũ nâng cấp thành. Có các nâng cấp: Tình trạng như mới, Nâng cấp động cơ, Nâng cấp giáp, Thiết kế tạo điều kiện cho việc nâng cấp lên. M1A1 D trong tương lai M1A1 AIM được trang bị chủ yếu cho các lữ đoàn Vệ Binh Quốc gia Mĩ.
- M1A2: Sản xuất: 1992-1999.
  - - Thiết bị ngắm được ổn định hoàn toàn
  - - Hệ thống phát hiện sự cố
  - - Hệ thống liên lạc radio địa/ không 1 kênh (SINGCARS/ ingle channel ground/ air radio systerm)
  - - Bộ điều khiển điện tử (DECU/Digital electronic control unit) (giúp giảm tiêu thụ nhiên liệu)
  - - Hệ thống thông tin trong- ngoài xe
  - - Thiết bị quan sát hồng ngoại cho lái xe
  - - Thiết bị quan sát hồng ngoại độc lập cho xa trưởng (CITV/ commander independent thermal viewer)
  - - Màn hình tích hợp cho xa trưởng
  - - Màn hình tích hợp cho lái xe
  - - Khẩu M2 Browning của xa trưởng điều khiển bằng tay
- M1A2 SEPv1: Sản xuất: 1999-nay. Quân đội Mĩ đã quyết định dừng việc sản xuất xe tăng M1A2 SEP kể từ năm 2004. Thay vào đó là nâng cấp các xe tăng M1 cũ lên chuẩn của M1A2 SEP. Các nâng cấp của SEP:
  - - Thiết bị quan sát hồng ngoại trực diện (FLIR/ forward looking infrared) thế hệ 2. FLIR 2 giúp việc phát hiện mục tiêu tốt hơn 70%, tốc độ bắn nhanh hơn 45% và chính xác hơn. Tổng cộng, FLIR 2 giúp tăng khoảng cách phát hiện và nhận dạng tăng thêm 30%. FLIR 2 được trang bị cho thiết bị hồng ngoại của xạ thủ và thiết bị quan sát hồng ngoại độc lập của xa trưởng.
  - - Thiết bị phát điện phụ trợ trong xe (UAAPU/ under armor auxiliary power unit)
  - - Bộ xử lý máy tính nâng cấp
  - - Màn hình màu có độ phân giải cao
  - - Tăng dung lượng bộ nhớ
  - - Giao diện người- máy tốt hơn
  - - Hệ thống được thế kế mở cho phát triển tương lai
  - - Hệ thống kiểm soát nhiệt độ giúp giảm nhiệt độ cho tổ lái xuống còn 35 độ C và 51,6 độ C cho máy móc trong điều khiện khắc ngiệt.
  - - Hệ thống chỉ huy chiến trường FBCB2
- M1A2S: Phiên bản M1A2 nâng cấp dành cho Ả rập Saudi, được áp dụng các công nghệ hiện đại của M1A2 SEP.
- M1A2 SEPv2: 240 chiếc M1A2 SEPv1 đã được ký hợp đồng nâng cấp lên version 2 vào tháng 11 năm 2007. Dự kiến tháng 11 năm 2009 sẽ hoàn tất. Một hợp đồng khác nâng cấp 435 xe tăng M1A1 cũng được ký vào tháng 2 năm 2008. System Enhancement package version 2 sẽ nâng cấp khả năng quan sát, hiển thị và trang bị điện thoại liên lạc giữ lính và xe tăng.
- M1A2 SEPv3: Được giới thiệu vào tháng 10/2015. Nâng cấp hệ thống quan sát, hiển thị và trang bị một số loại đạn pháo mới. Xe tăng M1A2 SEP V3 có trọng lượng cơ bản của xe là 69 tấn, khi gắn thêm bộ giáp phản ứng nổ ARAT sẽ lên tới 73,6 tấn. Nếu kết hợp với hệ thống phòng thủ chủ động "Trophy", tổng trọng lượng của xe tăng M1A2 SEPV3 sẽ lên tới 75,8 tấn, là loại xe tăng nặng nhất thế giới vào năm 2020.
- TUSK: Gói nâng cấp khả năng tồn tại trong môi trường đô thị (tank urban survival kit/TUSK) bao gồm các nâng cấp: - Bệ vũ khí điều khiển từ xa RWS (tương tự Stryker) có thể tích hợp với súng máy M2 12,7mm (dành cho xe tăng M1A2) - Khiên chống đạn cho khẩu M240 của nạp đạn - Một khẩu M2 đồng trục phía trên pháo 120mm. - Giáp ERA bảo vệ hai bên sườn thân xe. - Giáp lồng bảo vệ khoang động cơ phía sau xe. Giáp được sơn bằng loại sơn chống nhiệt độ cao. - Điện thoại liên lạc lính-tăng - Camera quan sát sau lưng cho lái xe.
- M1 Grizzly: Là loại xe dùng để dọn mìn hay mở đường. Grizzly được trang bị 1 lưỡi cày mìn dài 4,2m và 1 cần cẩu có tầm với 9m và dung tích 1,2 m2.
- M1 Panther II: Sản xuất: 2000-2001. Là loại xe dọn mìn điều khiển từ xa được thiết kế cho chiến trường Bosnia và được dùng ở Iraq. Panther nặng 43 tấn được trang bị 1 lưỡi cày mìn hay 1 trục lăn. Ngoài chế độ điều khiển từ xa, Panther còn có thể được lái bằng tổ lái 2 người.

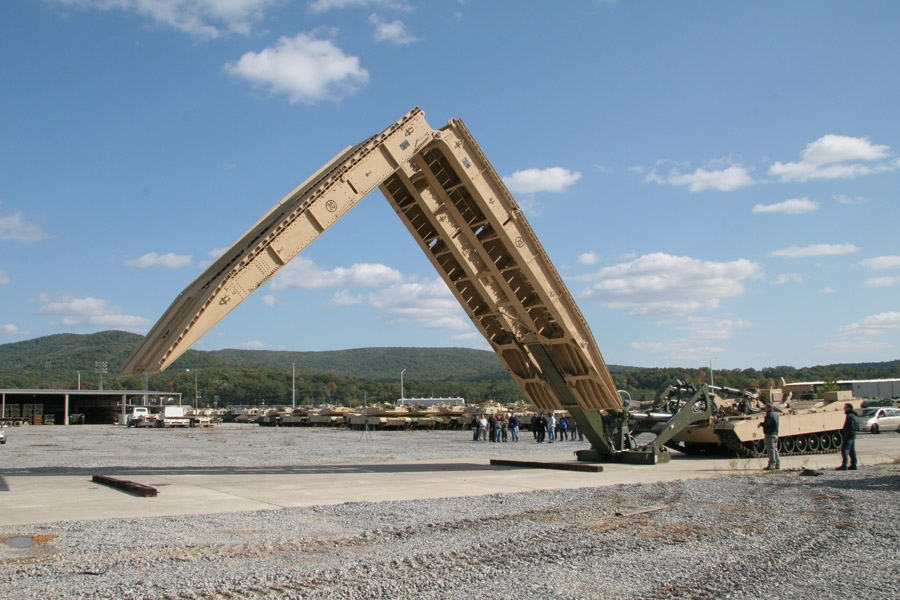
M104 Wolverine

- M104 Wolverine: Là loại xe dựng cầu tiến công. M104 có thể dựng 1 cây cầu dài 26m trong 5 phút. M104 có thể chịu được 5.000 lần qua lại của các phương tiện cơ giới nặng 70 tấn.
- M1A3: Quân đội Mĩ hiện đang nhắm tới việc sản xuất phiên bản M1A3 đầu tiên vào năm 2014 và đưa vào trang bị vào năm 2017. Chiếc M1A3 mới này sẽ có trọng lượng khoảng 60 tấn, được trang bị nhiều thiết bị điện tử hơn và bền hơn so với các loại xe tăng Abram cũ.
- M-60-2000: Phiên bản xe tăng M-60 được cải tiến nâng cấp theo tiêu chuẩn M1 Abrams. Xe được trang bị trọng pháo nòng trơn 120mm M256, tháp pháo của xe được thiết kế mới theo kiểu tháp pháo của M1A1, xe còn được trang bị hai khẩu đại liên 12,7mm MG và 7,62mm MGs gắn trên tháp pháo. Xe sử dụng động cơ diesel GDLS AVDS–1790–9A V12 làm mát bằng hơi nước 1200 mã lực và hộp số của M1 Abrams. Loại này không được trang bị cho Quân đội Mỹ mà chủ yếu được dùng để xuất khẩu, tuy nhiên chưa có khách hàng đặt mua (tính đến năm 2017).
- M1T72: Loại xe tăng mới của Iraq được chế tạo trên cơ sở cải tiến lại toàn bộ nội thất linh kiện bên trong xe tăng T-72 của Liên Xô theo tiêu chuẩn M1 Abrams. Tập đoàn Defense Solutions of Exton, Pa của Mỹ sẽ đảm nhận việc tháo khung và lắp đặt các thiết bị, linh kiện mới. Khoảng 2000 chiếc T-72 (Iraq vừa mua lại từ các nước Đông Âu) dự kiến sẽ được cải tiến theo gói nâng cấp này. Theo đánh giá của các chuyên gia, sau khi hoàn thành số tăng chiến trường có từ thời Liên Xô này sẽ có khả năng chiến đấu trong cả điều kiện ban đêm và ban ngày.

## Các nước sử dụng

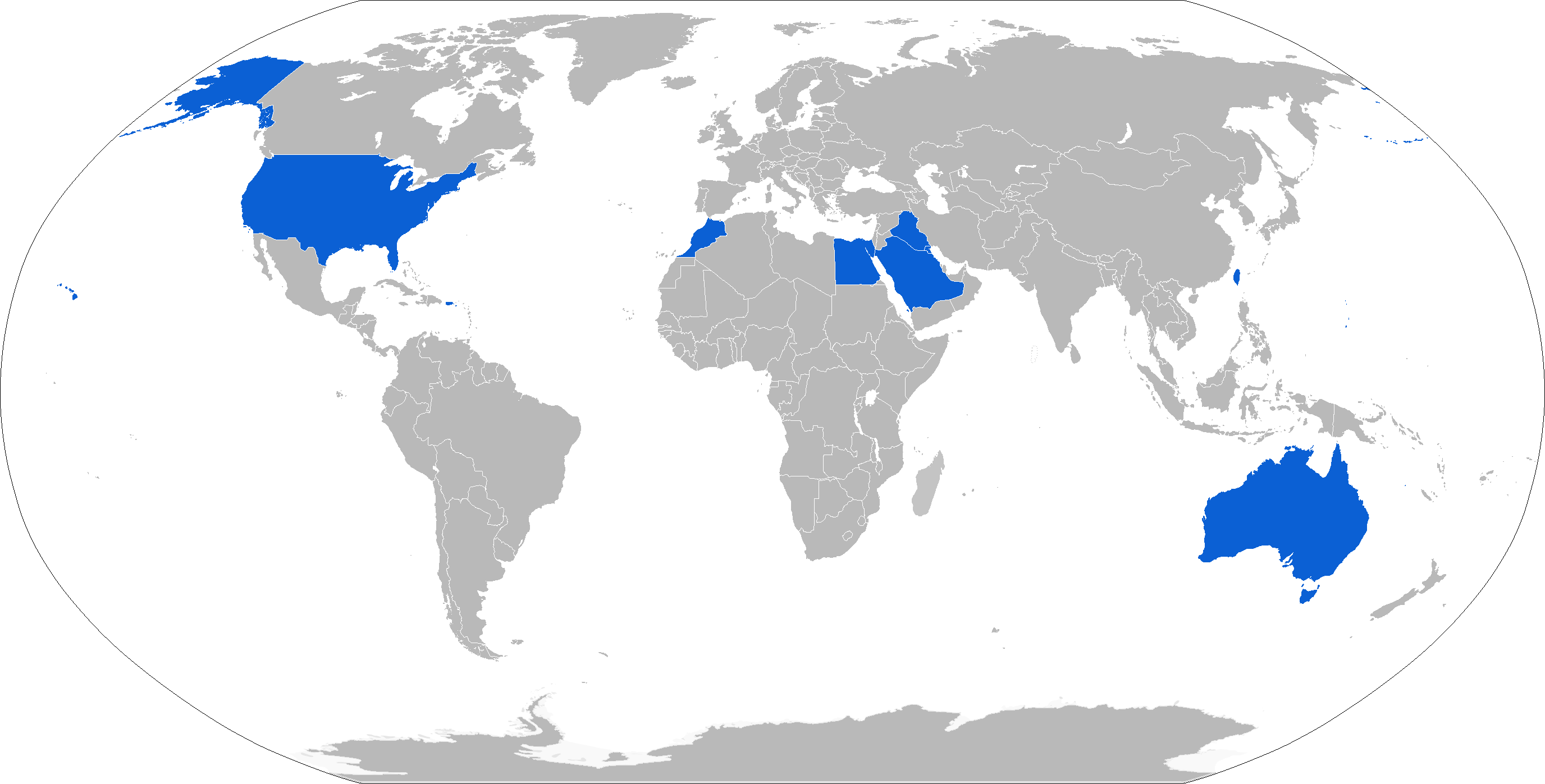
Bản đồ các quốc gia sử dụng xe tăng M1 Abrams.

- Úc - Quân đội Australia đã đặt mua 59 chiếc M1 AIM SA của Hoa Kỳ vào năm 2006 và chuyển giao vào năm 2007 để thay thế những chiếc Leopard AS1 đã cũ.[56]
- Ai Cập - 1005 chiếc tăng chiến đấu chủ lực M1A1 do Mỹ và Ai Cập hợp tác sản xuất.[57]
- Iraq - Quân đội Iraq đã thỏa thuận với Mỹ về việc mua xe tăng M1A1M để trang bị cho lực lượng lục quân nước này. 146 chiếc đã được chuyển giao từ năm 2010 đến năm 2012. Năm 2010, Iraq thuê của Mỹ 22 chiếc M1 Abrams để dùng trong công tác huấn luyện binh sĩ. Ngoài ra, Quân đội Iraq còn ký với Tập đoàn Defense Solutions of Exton, Pa của Mỹ hợp đồng nâng cấp 2000 xe tăng T-72 theo kiểu M1 Abrams.[58][59][60][61] Sau các trận đánh với quân Nhà nước Hồi giáo IS, 146 chiếc M1A1M bị phá hủy phần lớn (chỉ còn lại 40 chiếc). Sau đó, Iraq đã đặt mua thêm 175 chiếc M1 để thay thế số xe bị tổn thất.
- Kuwait - 218 xe tăng M1A2[62]
- Hy Lạp - 400 chiếc M1A1 lấy từ trong kho của quân đội Mỹ đã được chuyển cho Hy Lạp (cho thuê), trong đó 90 chiếc có thể được đặt mua.
- Ả Rập Xê Út - 373 chiếc M1, đã được nâng cấp lên chuẩn M1A2S[63] Thêm 69 chiếc M1A2S được mua vào tháng 1/2013, giao hàng tháng 7/2014.
- Morocco – 222 chiếc M1A1 SA (SA - nhận thức tình huống) đặt mua năm 2015.[64], giao hàng xong trong tháng 2/2018
- Hoa Kỳ - Khoảng 8.100 chiếc với nhiều phiên bản khác nhau[65][66] Năm 2018, quân đội Mỹ có khoảng 9 lữ đoàn xe tăng thiết giáp trong trạng thái sẵn sàng chiến đấu. Ngoài ra, còn có 5 lữ đoàn tăng thiết giáp trong biên chế của lực lượng Vệ binh quốc gia. Mỗi lữ đoàn có trong biên chế 4.700 quân nhân, 87 xe tăng M1, 144 xe thiết giáp M2 Bradley, 84 ống phóng tên lửa chống tăng FGM-148 Javelin, 450 xe cơ giới bánh xích và 900 xe cơ giới bánh hơi.
  - Lục quân Mỹ – 4.393 chiếc M1A1[67], trên 1,500 chiếc M1A2 and M1A2 SEP[68]
  - Thủy quân lục chiến Mỹ – 403 chiếc M1A1[67]